# Mercedes-Benz /8
Mit Mercedes-Benz /8 („Strich-Acht“) werden nach ihrem Erscheinungsjahr 1968 die Mercedes-Benz-Pkw-Baureihen W 114 (Sechszylindermotoren) und W 115 (Vier- und Fünfzylinder) der Daimler-Benz AG bezeichnet. Vorgänger war die Reihe 110 („kleine Heckflosse“), die teils gleiche Verkaufsbezeichnungen trug, daher wurden die Spitznamen üblich. Die „Strich-Acht“ erreichten mit knapp zwei Millionen Fahrzeugen annähernd die gleiche Stückzahl wie alle Nachkriegs-Pkw der Marke Mercedes-Benz vor ihnen zusammen. Die W 114/115 wurden bis 1976 gebaut und von der Baureihe W 123 abgelöst. Mittlerweile ist der „Strich-Acht“ ein beliebter Oldtimer.

## Modellgeschichte

### Allgemeines

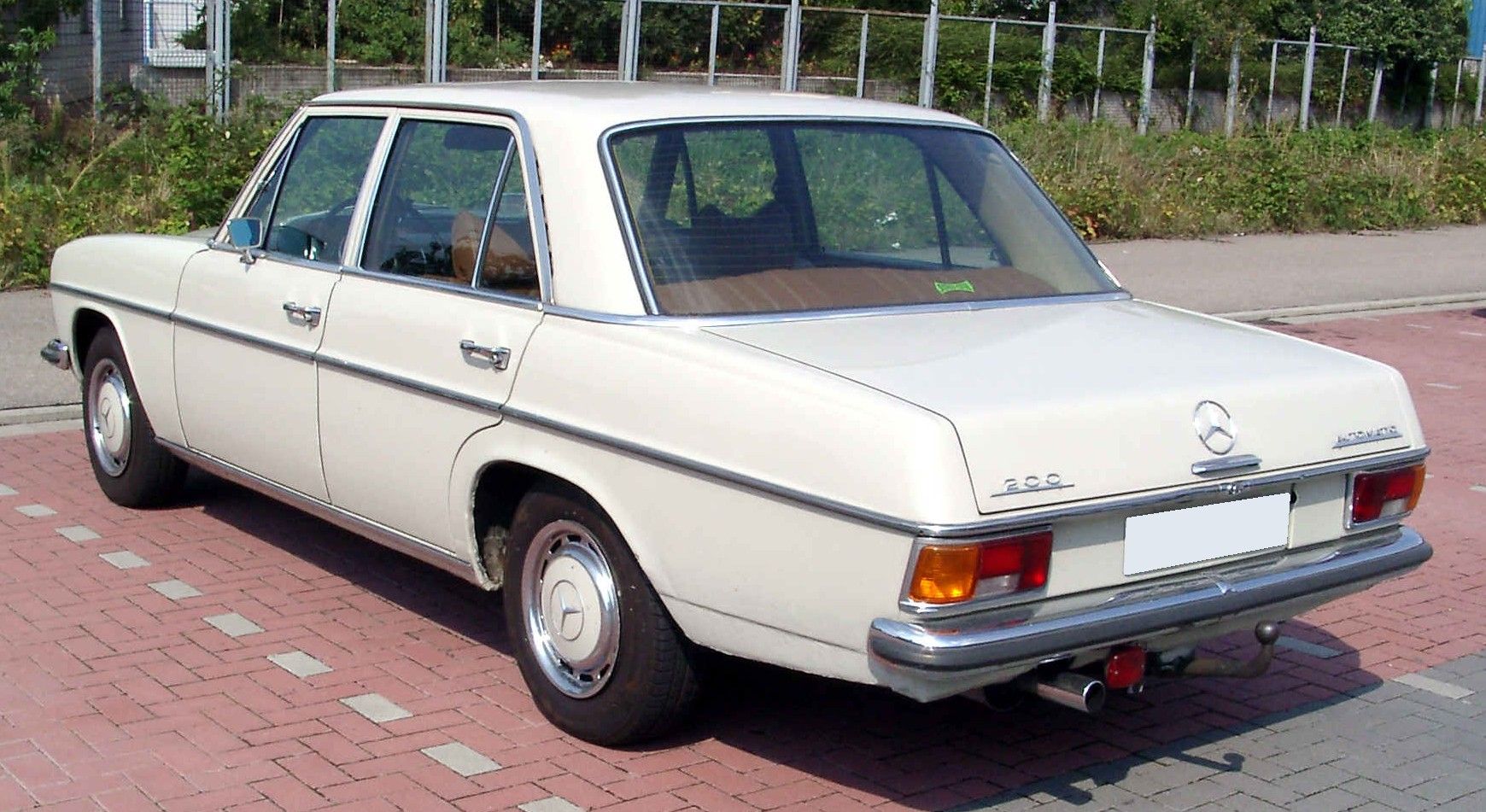
Heckansicht

Die Vorserienfertigung der „Strich-Achter“ begann im Juli 1967 mit den Typen 250 und 220 D. Im September 1967 kam der 230 hinzu und die Vorserienfertigung der Typen 200, 220 und 200 D startete im Oktober 1967. Die Hauptserienfertigung des 250 begann noch im Dezember 1967, die restlichen Typen folgten im Januar 1968. Im Jahr 1967 wurden so rund 3000 Fahrzeuge auf Halde gefertigt, die dann nach der Pressevorstellung am 9. Januar 1968 zur Auslieferung bereitstanden. Da das Vorgängermodell W 110 („Heckflosse“) parallel zum „Strich-Acht“ bis zum Februar 1968 weiter gefertigt wurde, kennzeichnete man die neuen Modelle in den Fahrzeugpapieren zur Unterscheidung mit dem angehängten Kürzel /8.
Die Karosserieform mit ihrer klaren Linienführung ohne modisches Beiwerk stammte wie bei den Oberklasse-Modellen W 108/109 von Paul Bracq. Die Einteilung nach Modellen mit Vier- oder Fünfzylindermotoren (W 115) und den Sechszylindern (W 114 inkl. Coupé) rührte daher, dass diese wie bei den „Heckflossen“-Typen W 110 und W 111/112 einen unterschiedlichen Vorderwagen bekommen sollten.
Der „Strich-Achter“ gilt als robustes Fahrzeug. Ein 240 D, der zwischen 1976 und 2004 mit drei Austauschmotoren 4,6 Millionen Kilometer zurücklegte, befindet sich heute im Firmenmuseum in Stuttgart.
Obwohl schon seit Januar 1976 der Nachfolger W 123 bei den Händlern stand, wurde die Baureihe bis Dezember 1976 angeboten, da Mercedes-Benz dem Taxigewerbe eine entsprechende Zusage gegeben hatte.

### Technik
Die Motoren waren Weiterentwicklungen vorheriger Konstruktionen. Karosserie und Fahrwerk des W 114/115 wurden dagegen weitgehend neu entwickelt. Ein großer Schritt wurde bei der Sicherheit im Fahrwerksbereich getan: anstatt Trommelbremsen und Pendelachse der Heckflosse kamen nun vier Scheibenbremsen und Schräglenkerhinterachse zum Einsatz, und das nicht nur bei den 200 km/h schnellen Topmodellen, sondern auch bei den behäbigen Einstiegsvarianten.
Die Karosserie war am W 108 orientiert, fiel in Gestalt des /8 jedoch kompakter aus: Bei gleichem Radstand war das Fahrzeug 21,5 cm kürzer und 4 cm schmaler als beim damaligen 250 S, und auch einige Zentimeter kürzer als die Heckflosse. Karosserieform und Innenraum waren schlichter und sachlicher gestaltet als bei bisherigen Modellen von Mercedes-Benz.
Die Vorderräder waren wie bisher an Doppel-Querlenkern aufgehängt, aber es gab nun Kugelgelenke anstelle der Bundbolzen. Somit entfielen die Schmiernippel der Vorgängermodelle, das Fahrwerk war wartungsfrei. Die Hinterachse war keine Eingelenk-Pendelachse mehr, sondern eine Schräglenkerachse, die dem Wagen eine bessere Straßenlage verlieh. Diese bei Mercedes neue Konstruktion wurde aus Marketinggründen „Diagonalpendelachse“ genannt, um die damals aktuelle S-Klasse W 108/109 mit ihren hinteren Pendelachsen nicht als veraltete Konstruktion erscheinen zu lassen. Die Lage der Lenker-Drehachsen wurde so gewählt, dass die Pendellänge eines Hinterrades annähernd so groß wie die halbe Spurweite war, Sturz- und Spurweitenänderungen blieben gering. Das Bremsmoment wurde über die Lenker abgestützt. Diese Schräglenkerachse wurde verändert auch in den nachfolgenden Baureihen W 116, R/C 107, W 123 und W 126 verwendet. Erst in der im Herbst 1982 präsentierten Modellreihe W 201 („190er“ oder „Babybenz“ genannt) gab es hinten die neuartige Raumlenkerachse. Gegen Aufpreis war der /8 auch mit einer Niveauregulierung mit druckölgespeisten Federbeinen an der Hinterachse lieferbar. Alle Modelle besaßen serienmäßig vier Scheibenbremsen. Die anfällige Stockhandbremse der Vormodelle wurde von einer der Citroën DS entlehnten Fußfeststellbremse mit einem Entriegelungszugknopf am Armaturenbrett abgelöst. Ein gängiges und vom Vorgänger, der Heckflosse übernommenes Detail, war die gegenläufige Scheibenwischeranordnung in Schmetterlingsart, die auch noch an anderen Modellen der Marke in dieser Zeit anzutreffen war.
Die Vierzylinder-Ottomotoren besaßen als Neuerung einen Strombergvergaser, der moderate Abgaswerte und einen günstigeren Drehmomentverlauf gestattete. Neben der Weiterentwicklung der Motoren sind neu entwickelte Kupplung und Getriebe (4-Gang) hervorzuheben, sowie ein neu entwickeltes Automatikgetriebe.

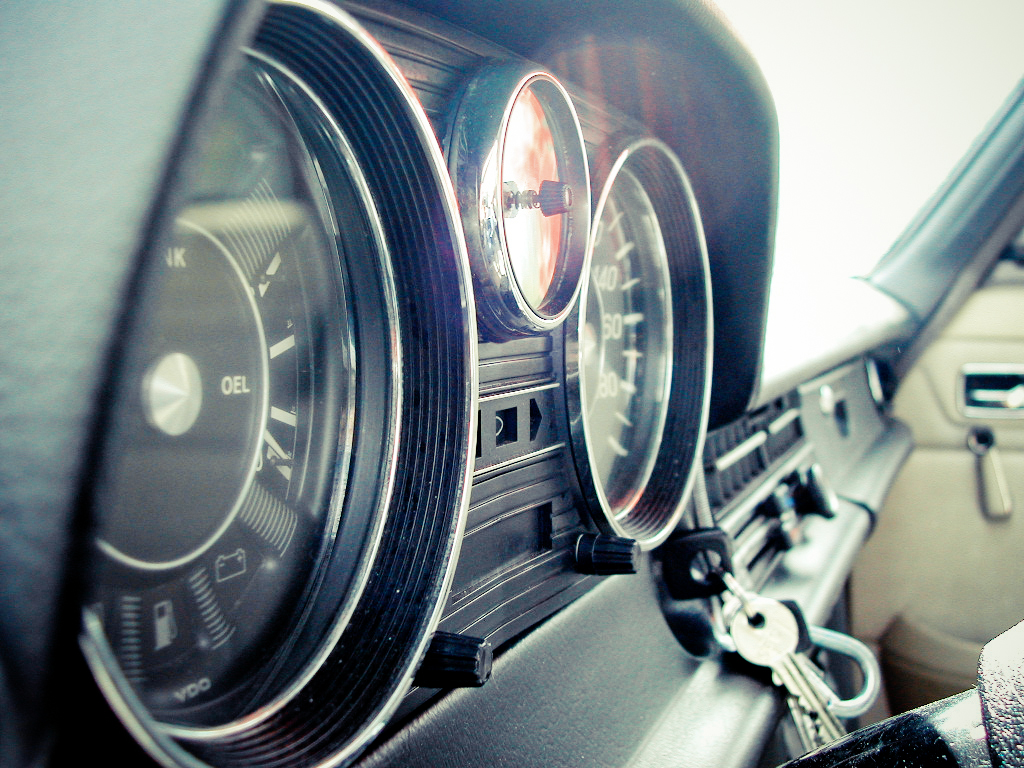
Instrumente und Armaturentafel

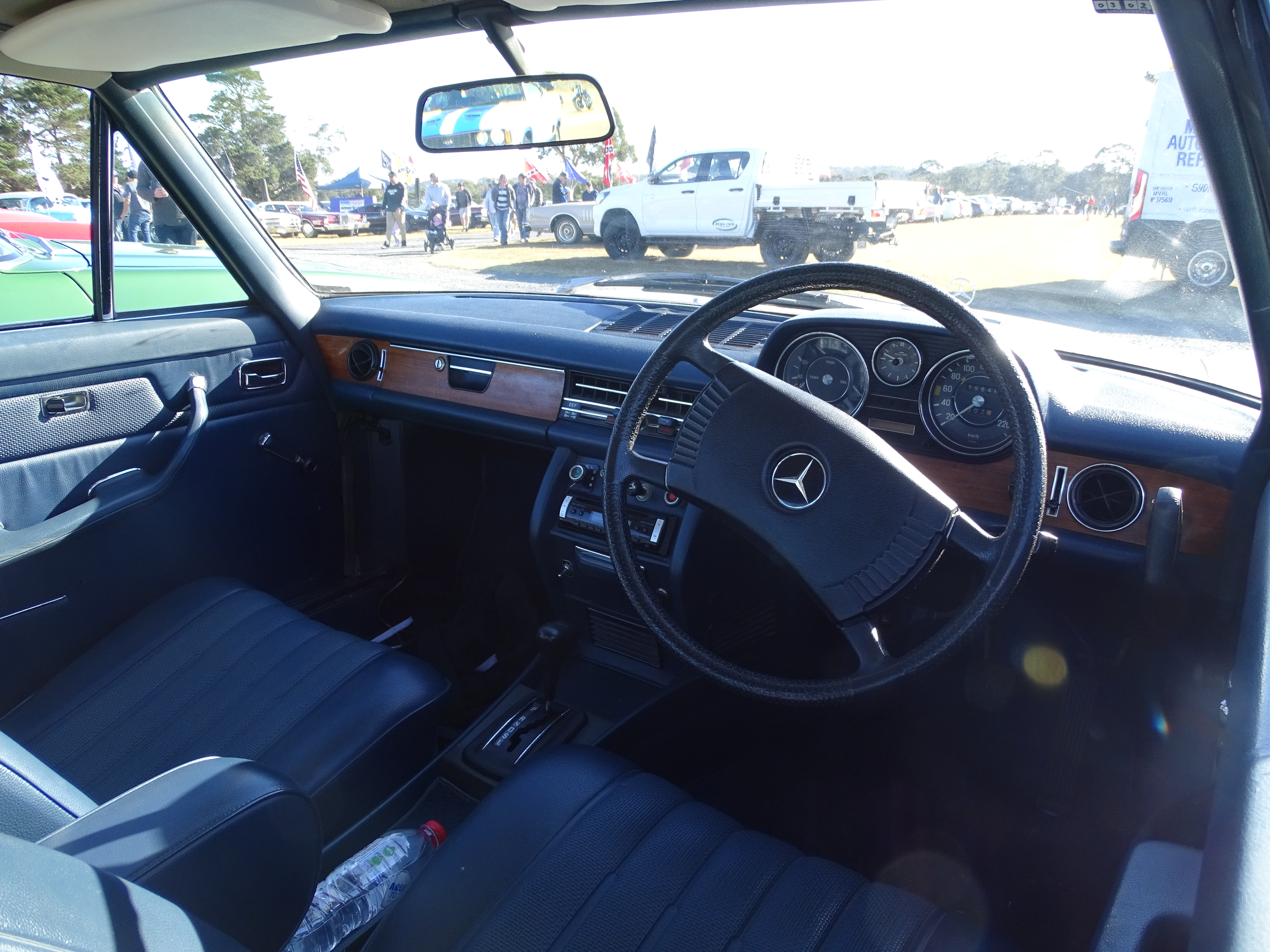
Interieur eines 280 CE-Rechtslenker mit Klimaanlage, Automatik, Holz, Leder

Die Grundausstattung war eher spartanisch, selbst beim Nachfolger W 123 war in Serie kein rechter Außenspiegel verbaut. Lenkräder hatten wie auch in den S-Modellen weiterhin „Wagenradformat“ da servounterstützte Lenkung ein Extra war und deren Ausfall (Keilriemenschaden) zu berücksichtigen war. Mit Einführung der Baureihe /8 waren viele Zusatzausstattungen verfügbar, womit sich der Preis in – für damalige Verhältnisse – astronomische Höhen treiben ließ: elektrische Fensterheber (nur vorn oder an allen Türen), Stahlschiebedach (manuell oder elektrisch), Halogen-Scheinwerfer, Scheinwerferwaschanlage (ab 1972), Leichtmetallräder und Metallic-Lack für die großen Sechszylinder, Kopfstützen vorn (ab Mitte 1972 Serie) und hinten, Becker-Autoradio (teils mit elektrisch ausfahrender Antenne), Zentralverriegelung, Zusatzfanfaren, Mittelarmlehne u. v. m. (bis zu 43 Extras). Die Klimaanlage mit deutlich größerer Mittelkonsole war für den US-Markt unabdingbar, hatte in Europa jedoch noch lange Jahre Seltenheitswert, nur aus der Bedienungsanleitung bekannt. Ein 280 E mit Vollausstattung, also einschließlich Automatikgetriebe, Servolenkung, Colorverglasung, Stahlschiebedach, Lederausstattung, Kopfstützen, Zugvorrichtung (AHK) und Niveauregulierung an der Hinterachse, Zusatzscheinwerfer vorne und Nebelschlussleuchte etc. konnte 1972 über 40.000 DM kosten, während ein Fahrzeug in der Basisausstattung mit Zweiliter-Ottomotor ca. 13.000 DM kostete. Die W-114/115-Baureihe markierte in der Mittelklasse den Beginn der „legendären“ Mercedes-Aufpreispolitik. Nie zuvor konnten so viele Extras geordert werden.

### Modellpflege
Der „Strich-Acht“ erfuhr während seiner Produktionszeit mannigfaltige Veränderungen. So lässt sich die Baureihe im Wesentlichen in die Erste Serie und die Zweite Serie unterteilen, wobei die große Modellpflege im August 1973 den Wechsel markiert. Die Erste Serie wiederum wird noch einmal in Serie 0,5, Serie 1 und Serie 1,5 untergliedert:
- Serie 0,5 (Dezember 1967 bis Juli 1969)
- Serie 1 (August 1969 bis März 1972): Heizungsbetätigung und Handschuhfach beleuchtet, Mittelkonsole jetzt einteilig mit breitem Aschenbecher, Teppiche statt Gummimatten, Teppich auf Hutablage, abgesteppte Sitzkissen, rechter Außenspiegel auf dem Kotflügel, serienmäßige Warnblinkanlage, umschäumter Schalthebel, Wischerarme mit Abdeckung, anderes Heizungsventil, Kühlergitter aus Kunststoff
- Serie 1,5 (April 1972 bis Juli 1973): Änderungen an der Innenausstattung und Polsterung, Intervallschaltung für Scheibenwischer, Automatikgurte, Frontscheibe serienmäßig mit Verbundglas, Sicherheitslenkrad, neue Doppelnocken-Sechszylinder 280/C und 280 E/CE, 250 CE entfällt
- Zweite Serie (August 1973 bis Dezember 1976): Dreiecks-Ausstellfenster vorne entfallen, geänderte Dachregenrinne (nun bis zum Kotflügel heruntergezogen, dadurch weniger Regenwasser an den Seitenscheiben), geänderte Front mit Kennzeichen auf der Stoßstange statt unterhalb, dadurch günstigerer Böschungswinkel, geänderter Lufteinlass, breite und flachere Kühlermaske, gerippte Rückleuchten, von innen verstellbare große Außenspiegel, breiter Kofferraumgriff, überarbeitete Innenausstattung, Drehmomentwandler statt hydraulischer Kupplung bei Automatikgetriebe, Scheibenwischerbetätigung durch Drehen am Lenkstockhebel ab 1975, neue Motoren 230.4, 240 D und später 240 D 3.0.

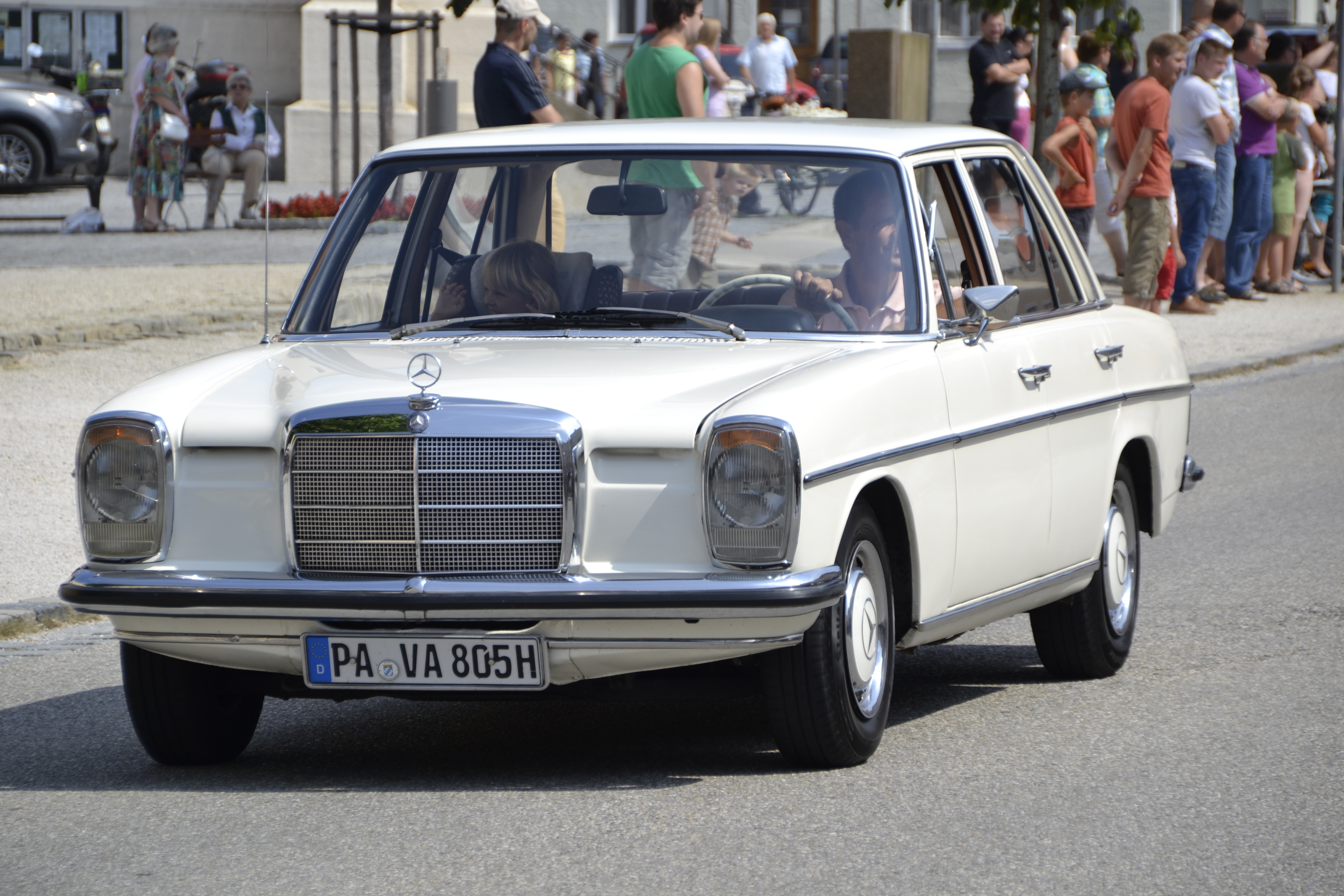
Erste Serie (1968–1973), mit schmaler Kühlermaske
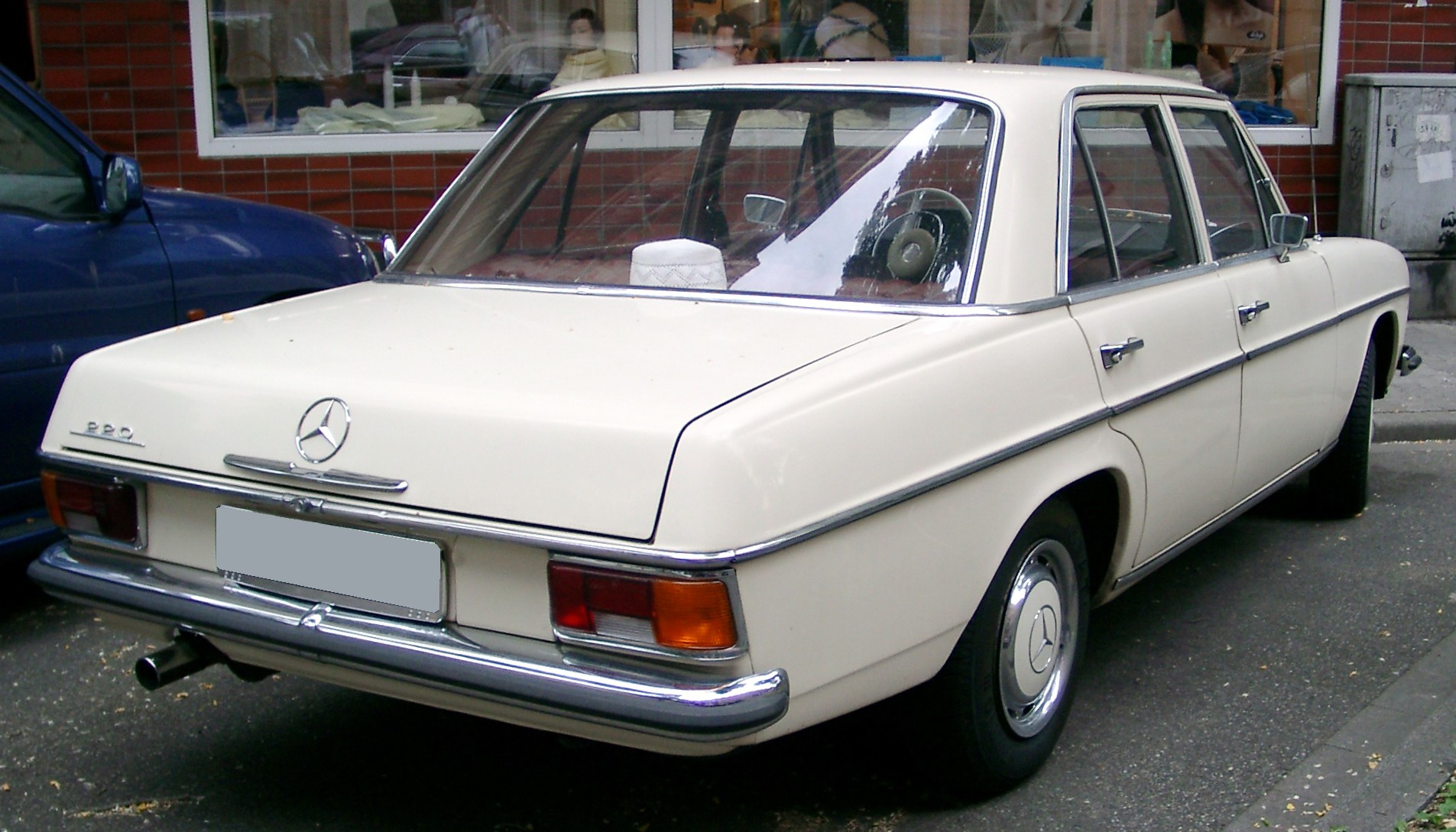
Heckansicht, mit glatten Rückleuchten, Auspuffseite dunkel verfärbt
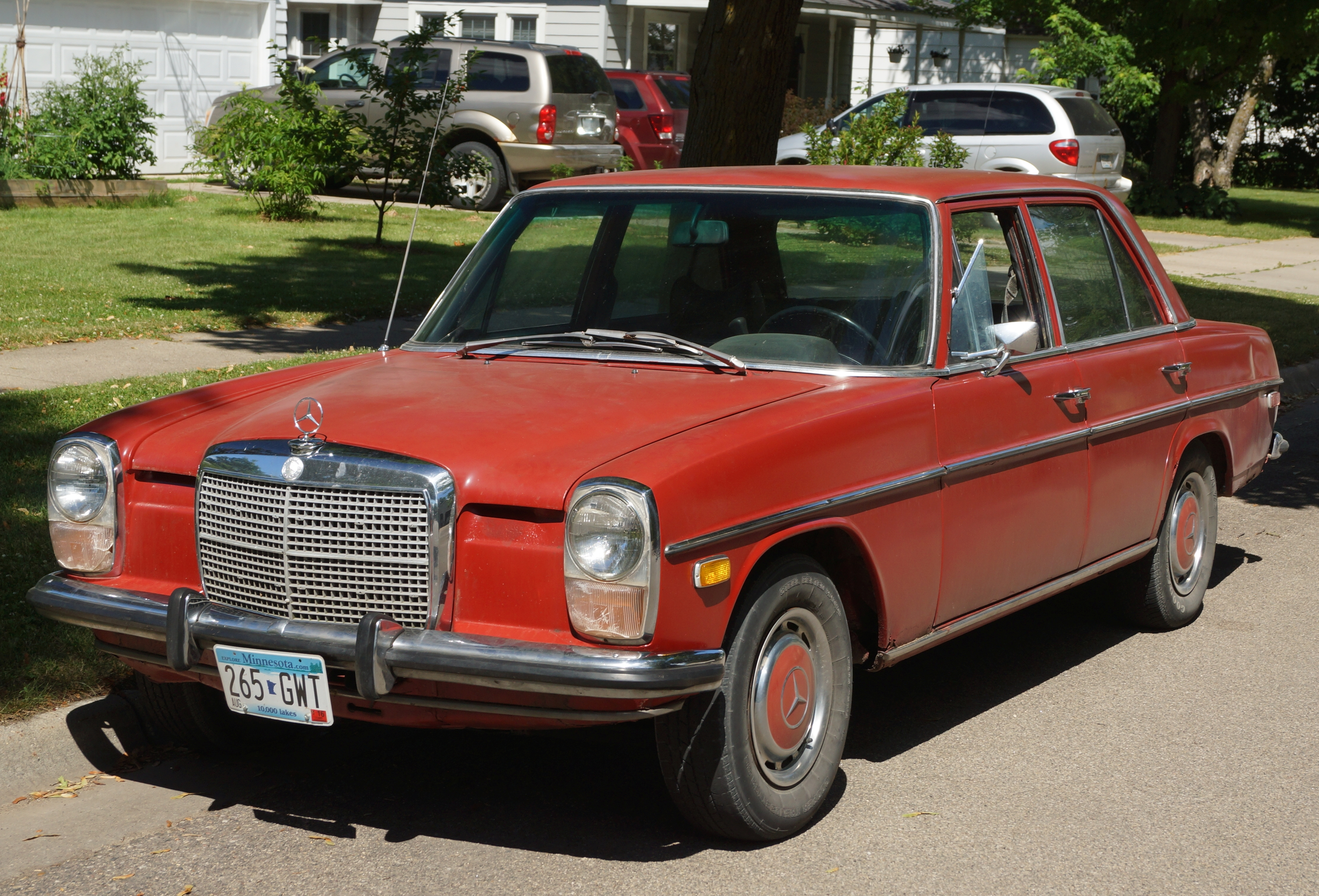
US-Modell, erste Serie (1968–1973), mit schmaler Kühlermaske
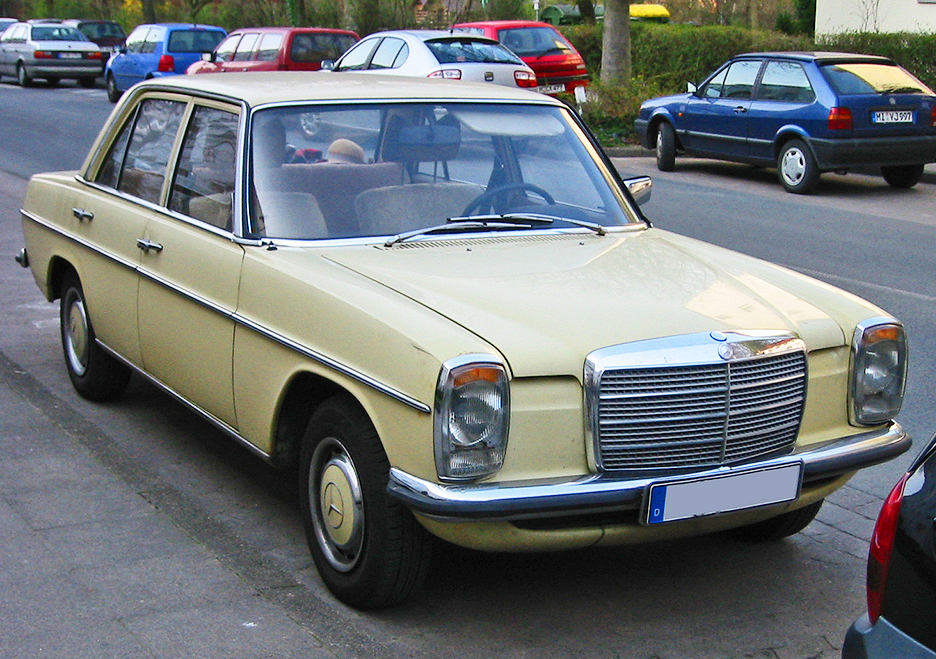
Zweite Serie (1973–1976), mit breiter Kühlermaske
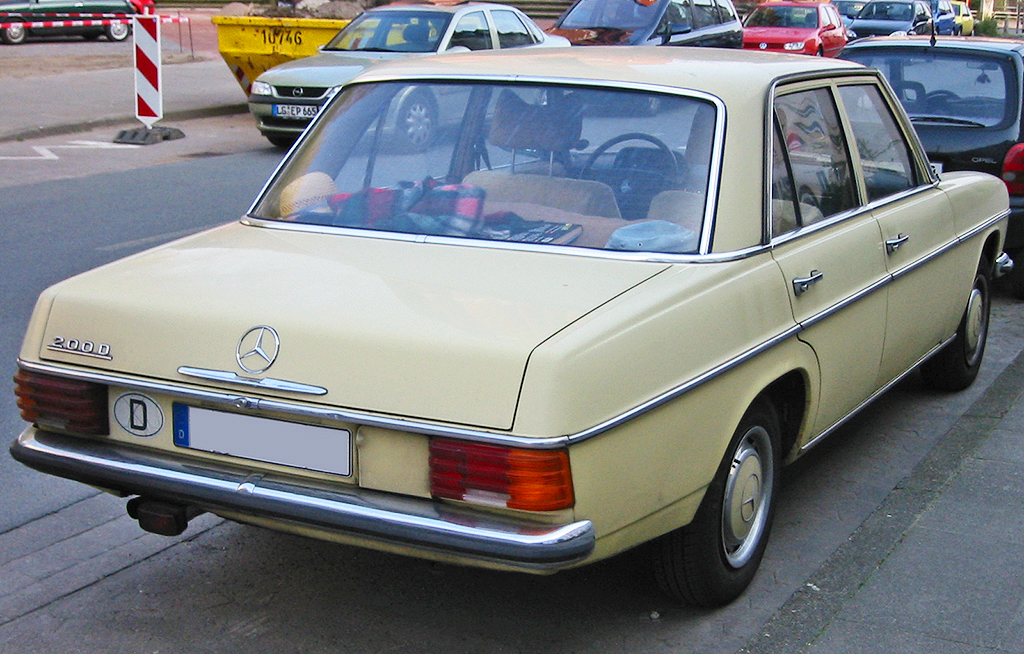
Heckansicht, keine Ausstellfenster, gerippte Rücklichter, an Auspuffseite wie die Nebelschlussleuchte durch Abgase dunkel verfärbt
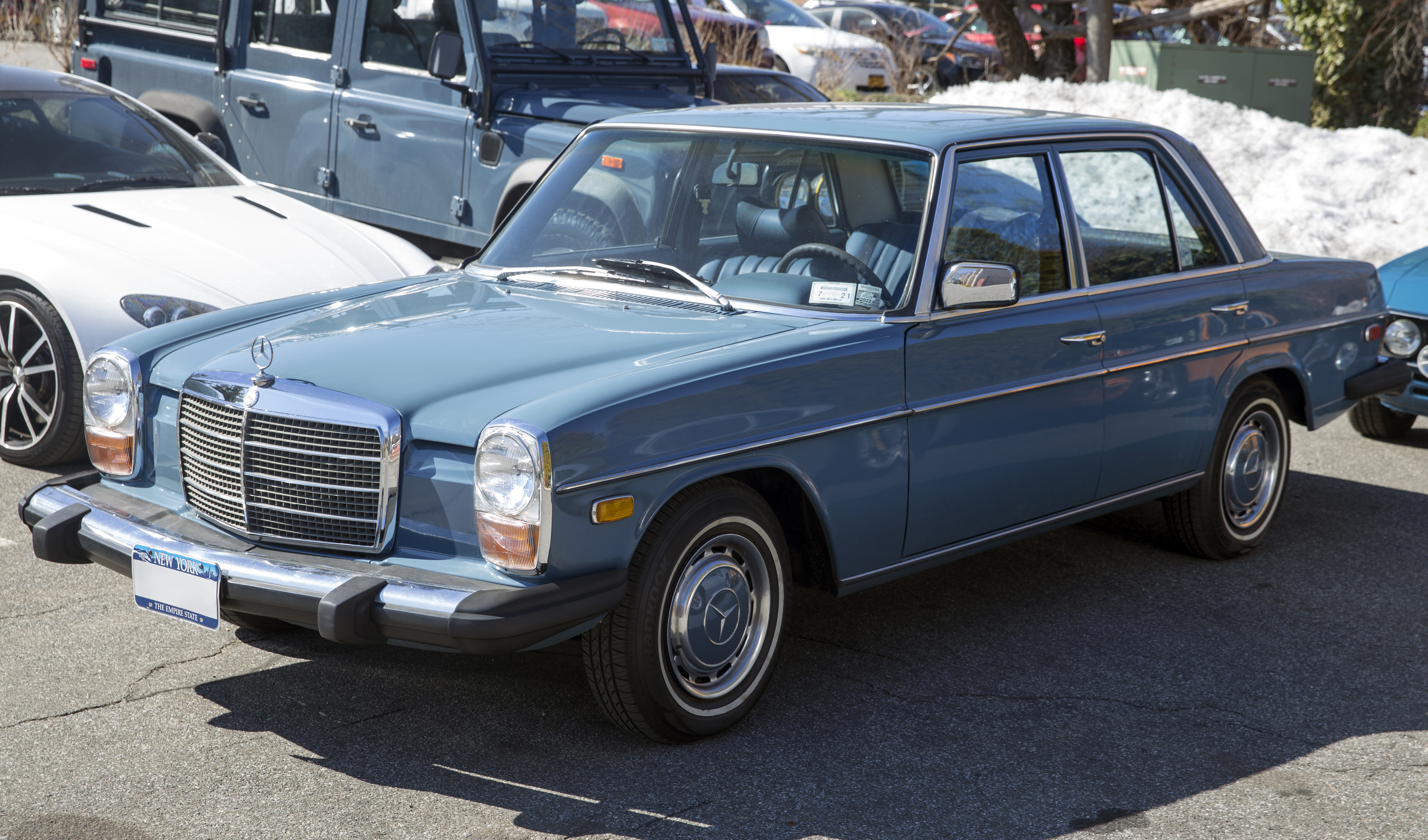
230.4 (1974), US-Ausführung
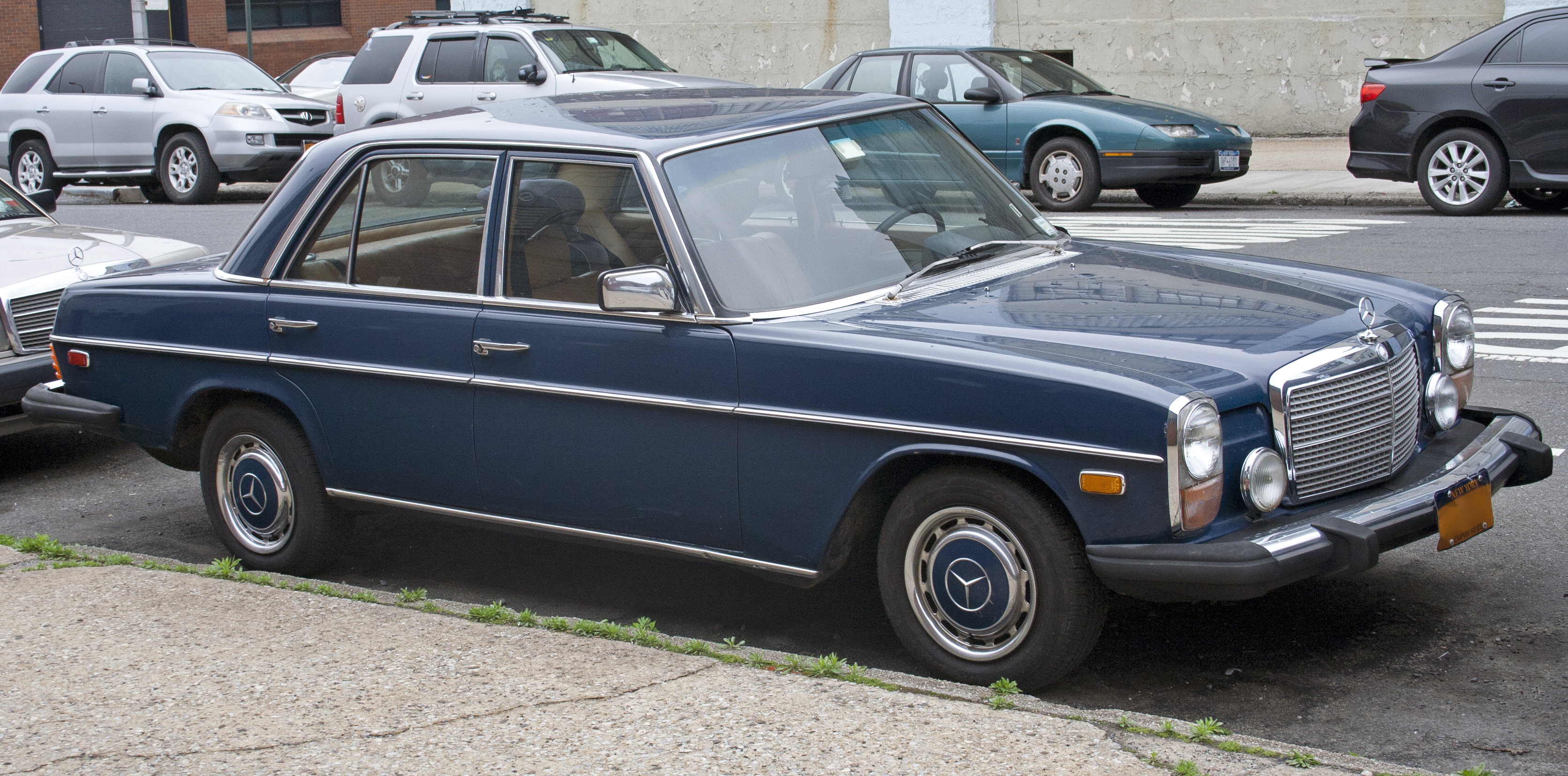
US-Version mit Sealed-Beam-Scheinwerfern (1975)
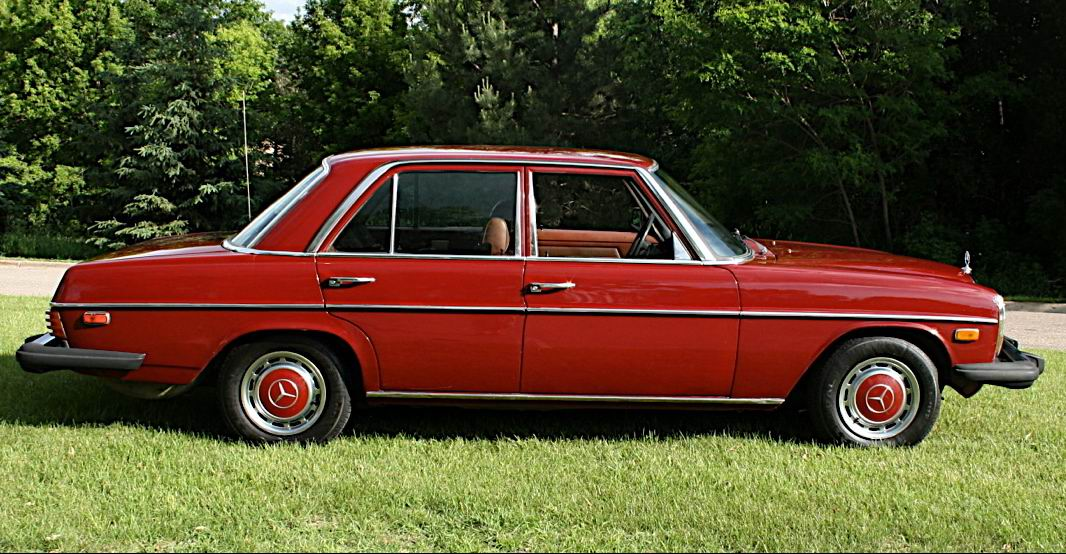
240 D (1976), US-Ausführung

Es finden sich zahlreiche Detailänderungen zwischen den großen Modellpflegeterminen. Beispielsweise wurde die zweigeteilte Mittelkonsole, die die Serie 0,5 kennzeichnet, auch nach Einführung der Serie 1 bei Fahrzeugen mit Klimaanlage weiter verbaut, jedoch mit anders geformtem Oberteil. Von 1972 bis 1973 gab es die Übergangsmodelle der Serie 1,5, da zusammen mit der Einführung der neuen Doppelnockenwellen-Motoren 280 und 280 E im April 1972 die Fahrzeuge optisch und technisch aufgewertet wurden. Gleichwohl blieben viele Merkmale der „alten“ Serie 1 auch in der Serie 1.5 erhalten, daher sind diese Modelle aufgrund ihrer Optik, der kurzen Bauzeit und geringer Stückzahlen heute gesucht.

## Varianten

### Limousine
Der größte Teil der /8-Modelle wurde als Limousine ausgeliefert, die Modelle mit Vier- oder Fünfzylindermotor werden als W 115 bezeichnet, die Modelle mit Sechszylindermotoren tragen den Code W 114. Unterschiede im Karosserie-Aufbau zwischen W 114 und W 115 finden sich erst bei den 1972 erschienenen Sechszylinder-Modellen 280 und 280 E. Bei diesen Wagen fehlen wegen der neuen M 110-Motoren mit Querstromzylinderkopf die Schrägstreben der Spritzwandabstützung im Motorraum. Zur Stabilisierung wurde die Blechstärke im Bereich ihres Vorderbaus erhöht. Die Modelle 280 und 280 E haben zusätzliche Halter im Kofferraum sowie Bohrungen in den Heckseitenteilen für die seitlich herumgezogene hintere Stoßstange. Ansonsten sind die Typen W 114 und W 115 im Aufbau gleich.

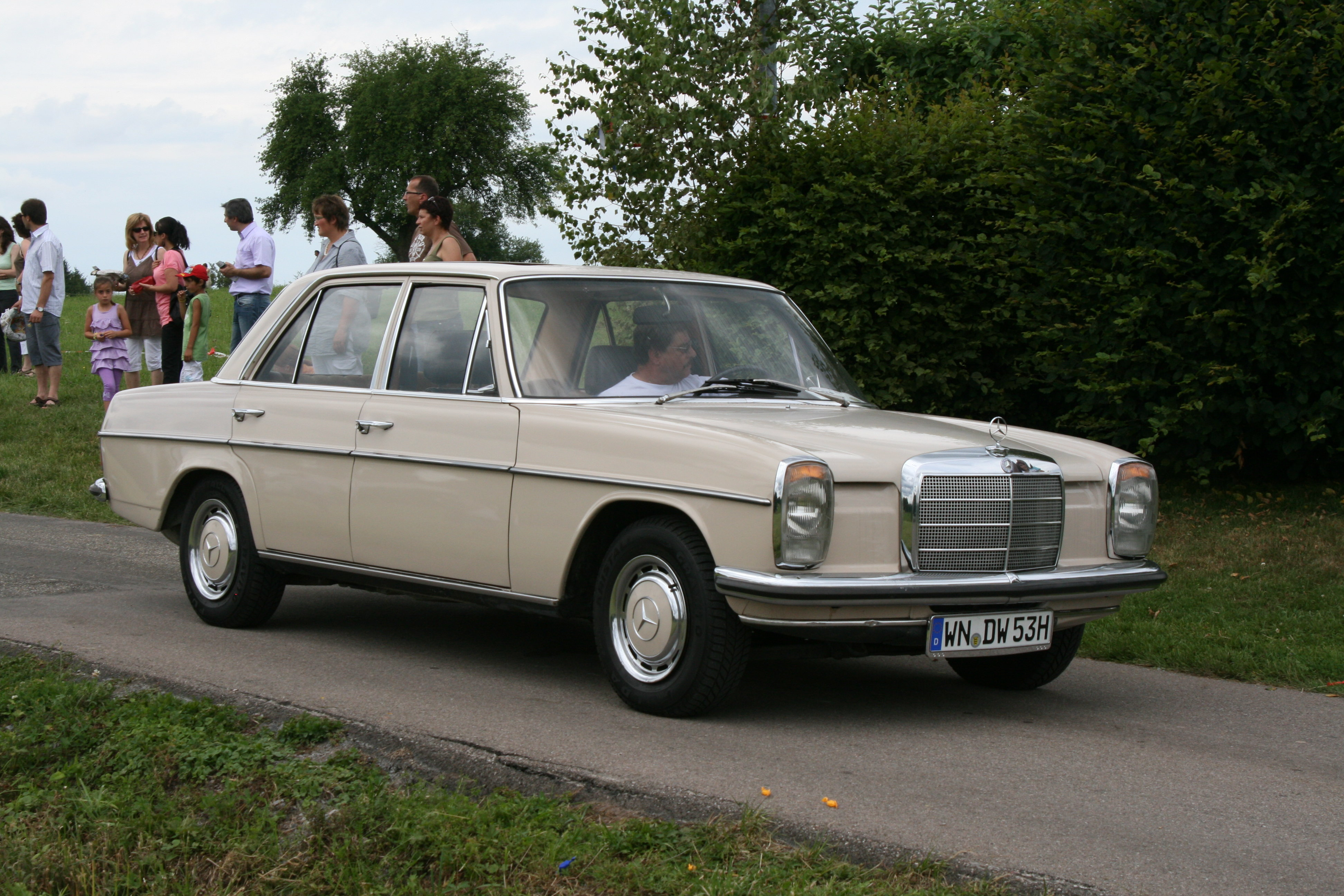
200 (W 115)
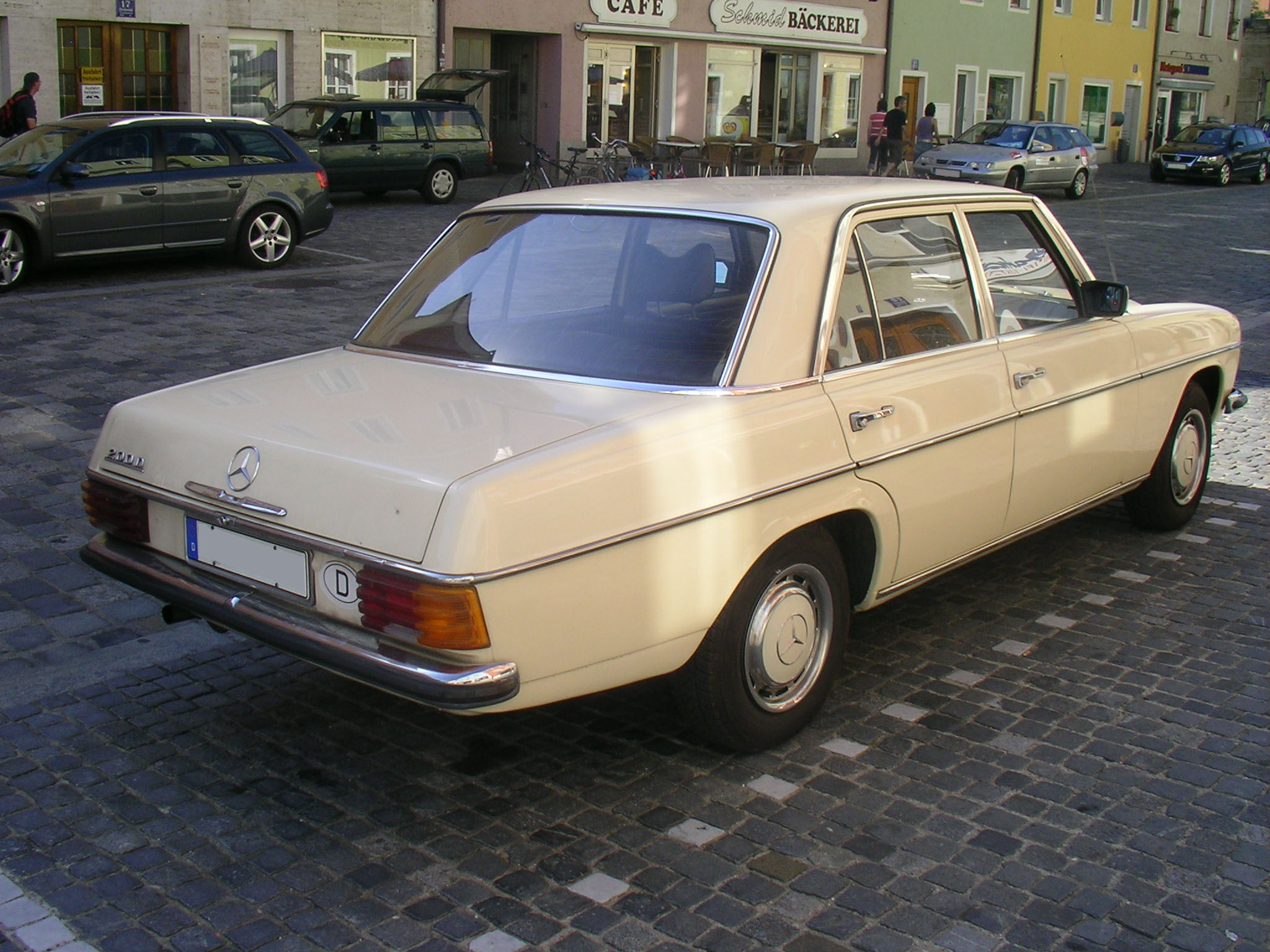
200 D (W 115), Heckansicht
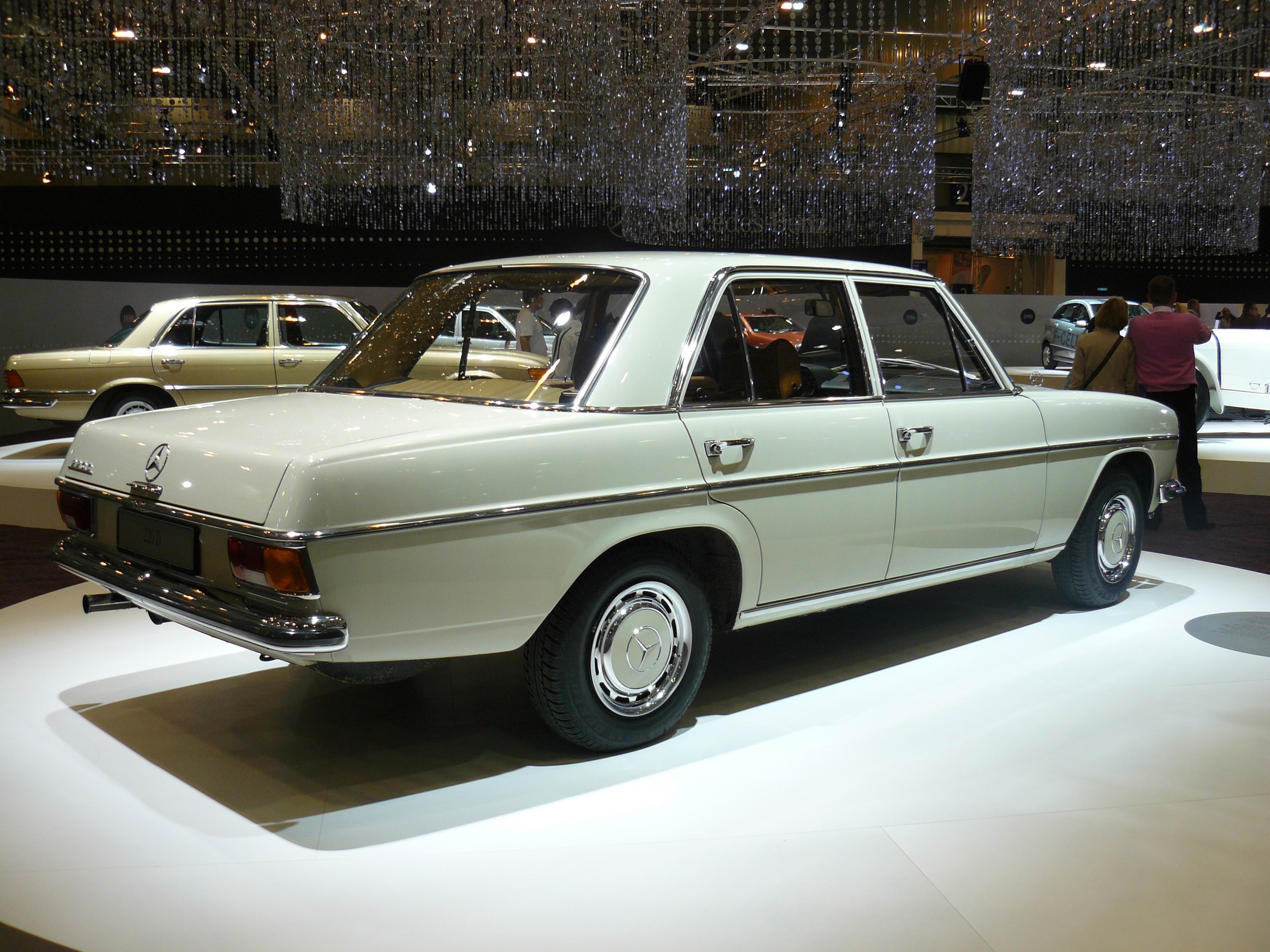
220 D (W 115), Heckansicht
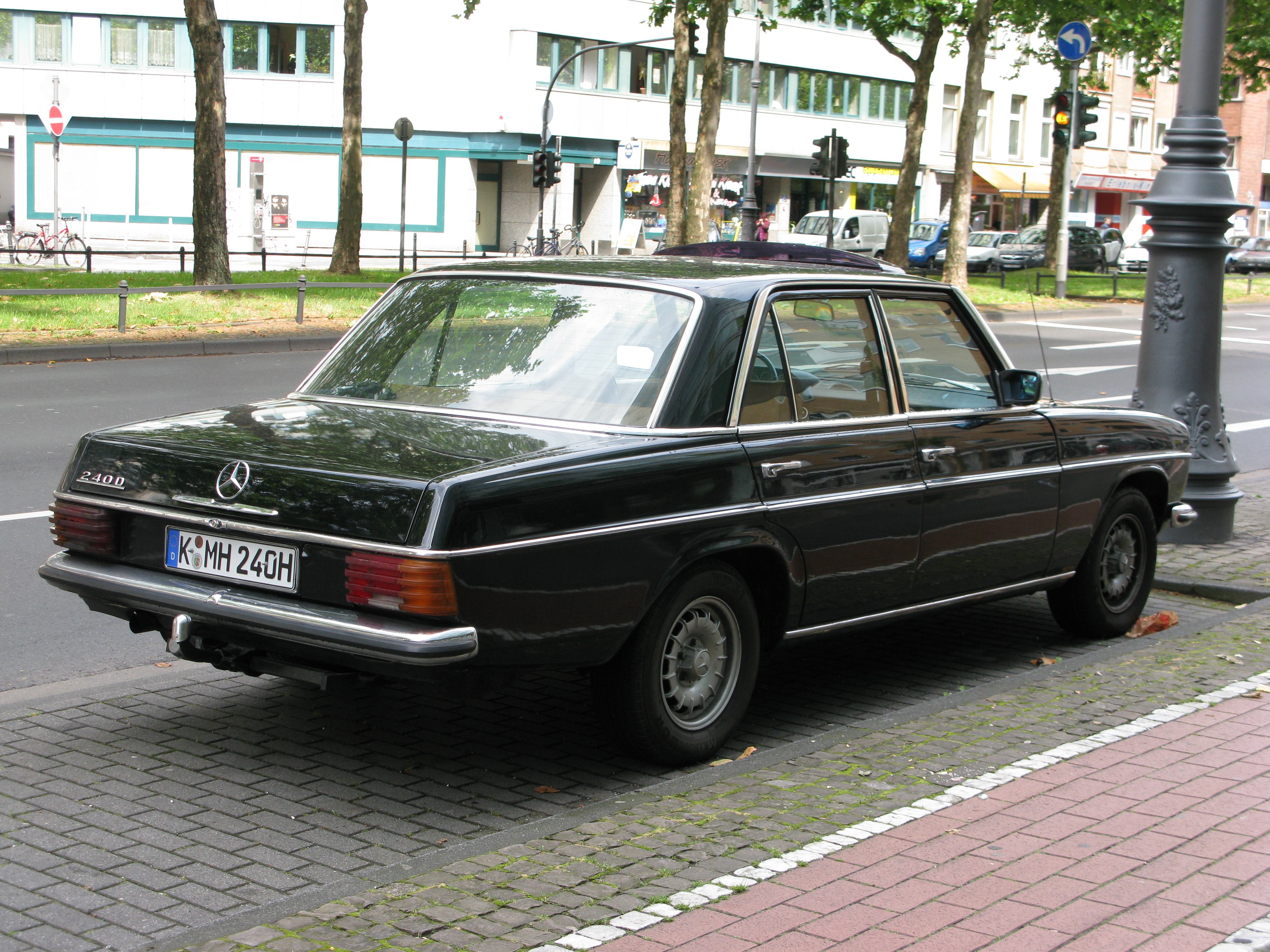
240 D (W 115), Heckansicht
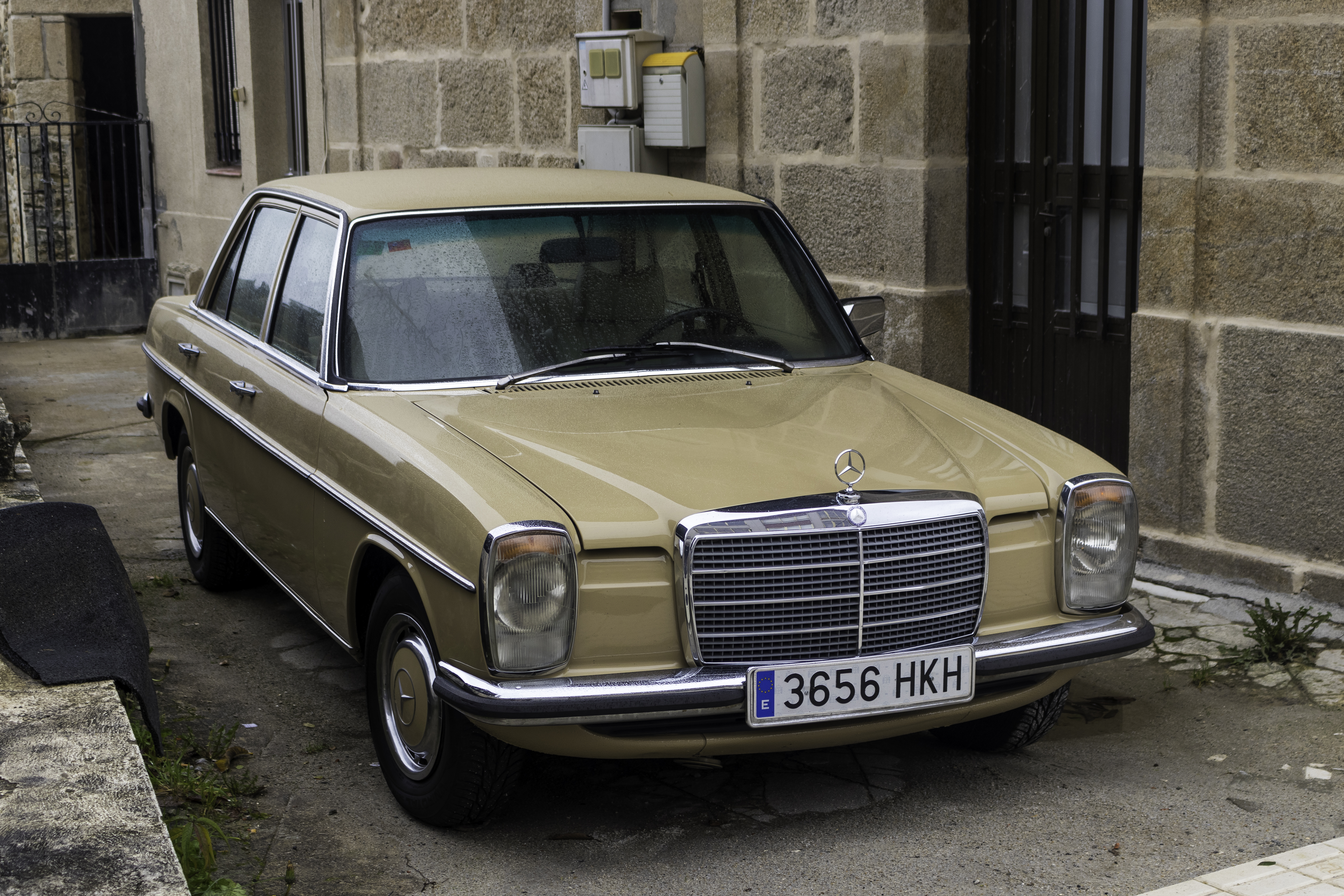
240 D 3.0 (W 115)
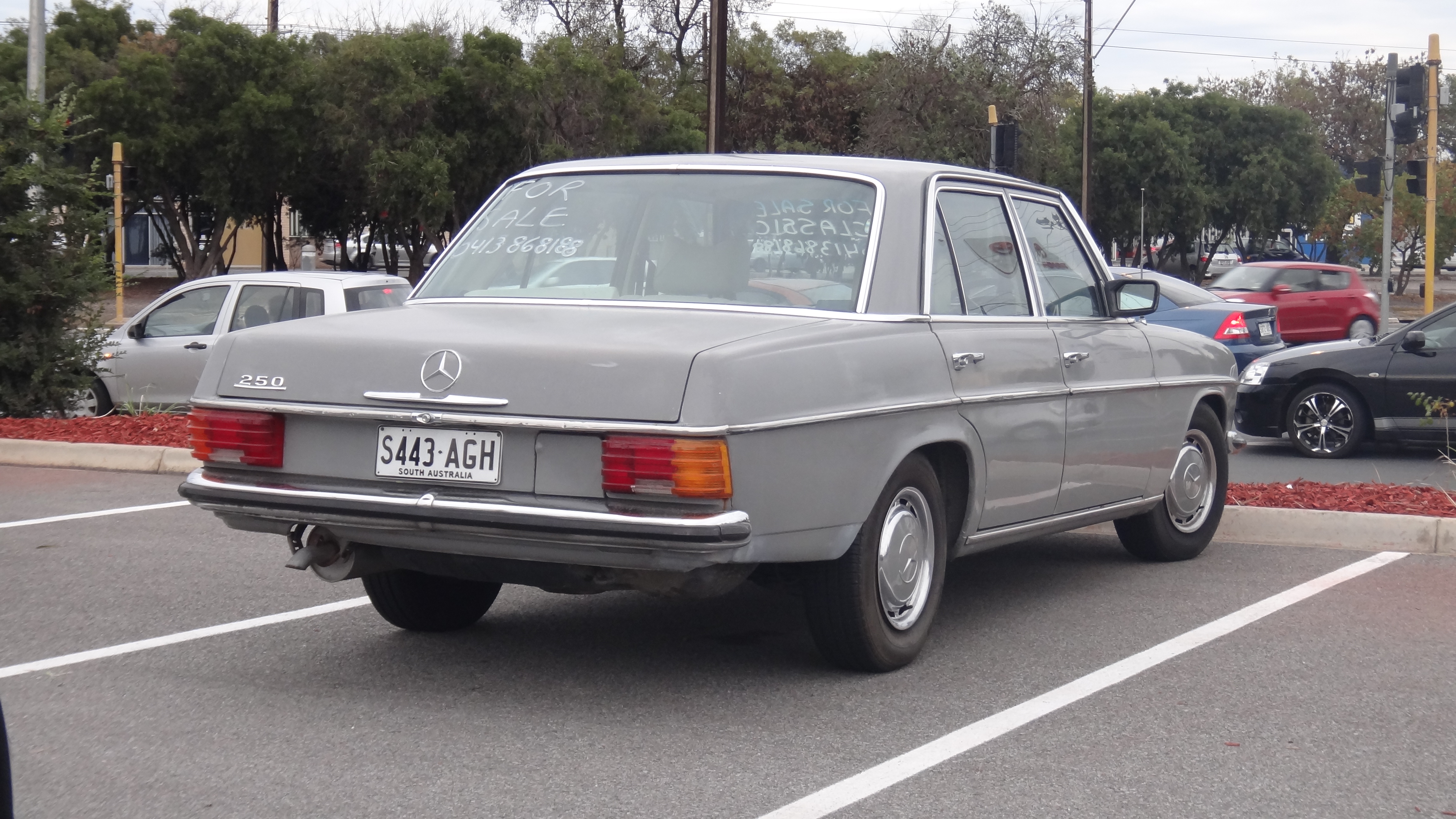
250 (W 114), Heckansicht

### Coupé
Das Coupé war ab April 1969 im Programm. Die fehlende B-Säule und das niedrige Dach gaben dem Wagen ein neues Erscheinungsbild. Es waren ausschließlich Sechszylindermotoren erhältlich. Die Coupés gehören deshalb ausschließlich zur Baureihe W 114. Einzig dem Coupé vorbehalten war der 2,5-Liter-Sechszylindermotor des Baumusters M 114.980, der mit einer elektronisch geregelten Bosch-D-Jetronic-Saugrohreinspritzung ausgestattet 150 PS (110 kW) leistet. Das so ausgestattete Modell 250 CE ist das erste Fahrzeug der Marke Mercedes-Benz, das mit einer solchen elektronisch geregelten Saugrohreinspritzung erhältlich war.
Das äußere Erkennungsmerkmal der Spitzenmotorisierung, seit dem Serienanlauf bei den 250er-Limousinen und -Coupés die doppelte vordere Stoßstange, wurde nun für die 280er-Limousinen-Modelle um eine hintere Stoßstange mit langen verchromten Stoßstangenecken, die bis nach vorn zu den Hinterradausschnitten reichen, erweitert. Diese lange hintere Stoßstange war schon von den Coupés bekannt, die seit Serienanlauf und bis zur großen Modellpflege 1973 sämtlich mit Doppelstoßstangen vorne und langen hinteren Stoßstangen ausgerüstet wurden.
Bei der Modellpflege 1973 fiel die vordere Doppelstoßstange bei allen Modellen weg. Komplette Neukonstruktionen waren die 1972 bei der Modellpflege zur Serie 1,5 zusammen mit dem neuen S-Klasse-Modell W 116 auf den Markt gebrachten Doppelnocken-Sechszylindermotoren M 110 der Modelle 280/280 C und 280 E/280 CE mit 2746 cm³ Hubraum. Der 250 CE im Coupé fiel mit der Einführung des 280 CE weg, dafür wurde auch der 250 C nun mit einem 2,8-Liter-Sechszylindermotor ausgerüstet, dem im Vergleich zum M 110 deutlich einfacher aufgebauten M 130. Die Coupé-Modelle machten die Modellpflegemaßnahmen immer mit. Ihre Gesamtstückzahl lag bei rund 67.000 Exemplaren. Anders als die Limousinen, die parallel zum W 123 noch ein weiteres Jahr produziert wurden, wurden die Coupés 1976 eingestellt.

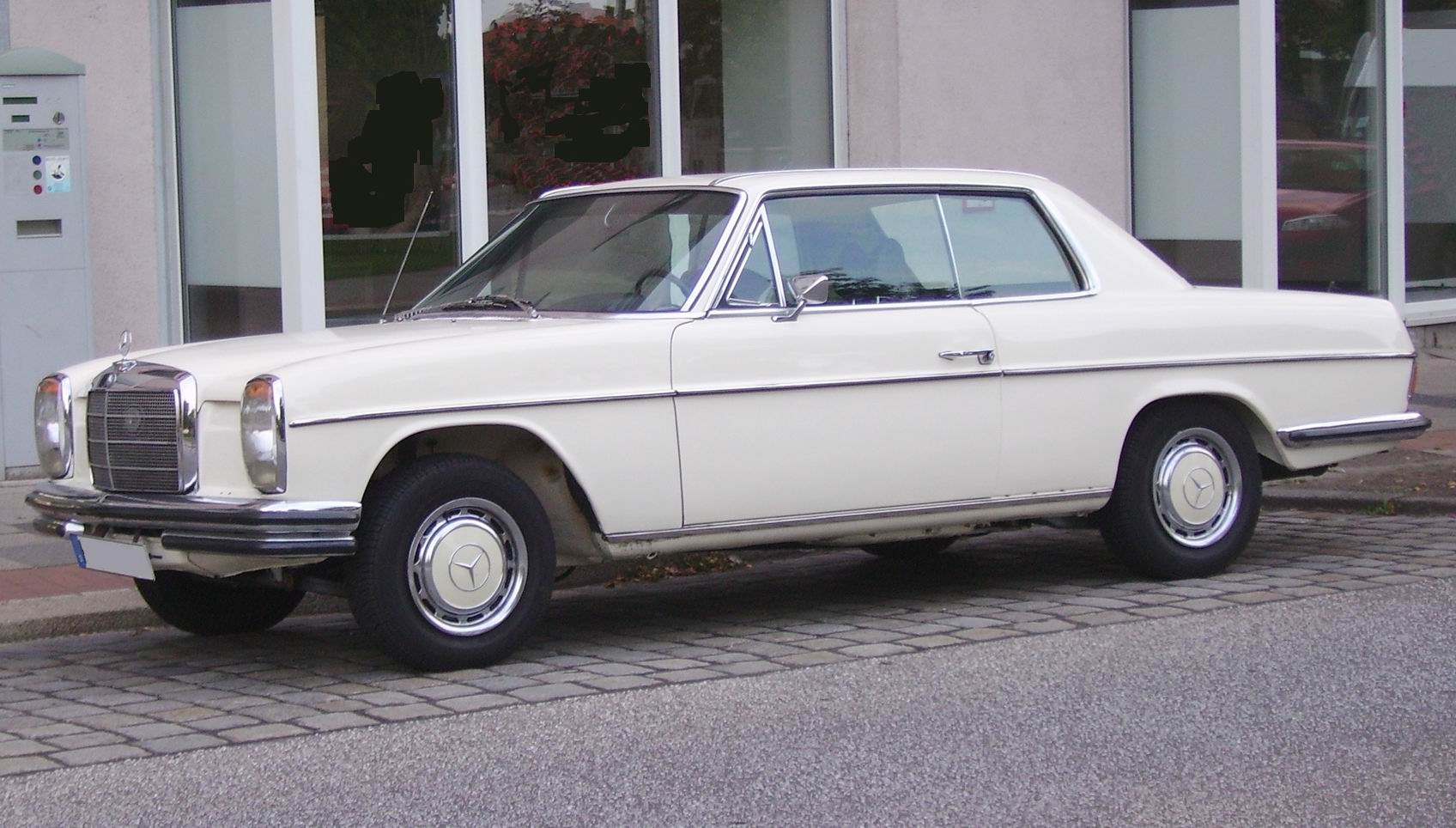
250 C (1969–1972)
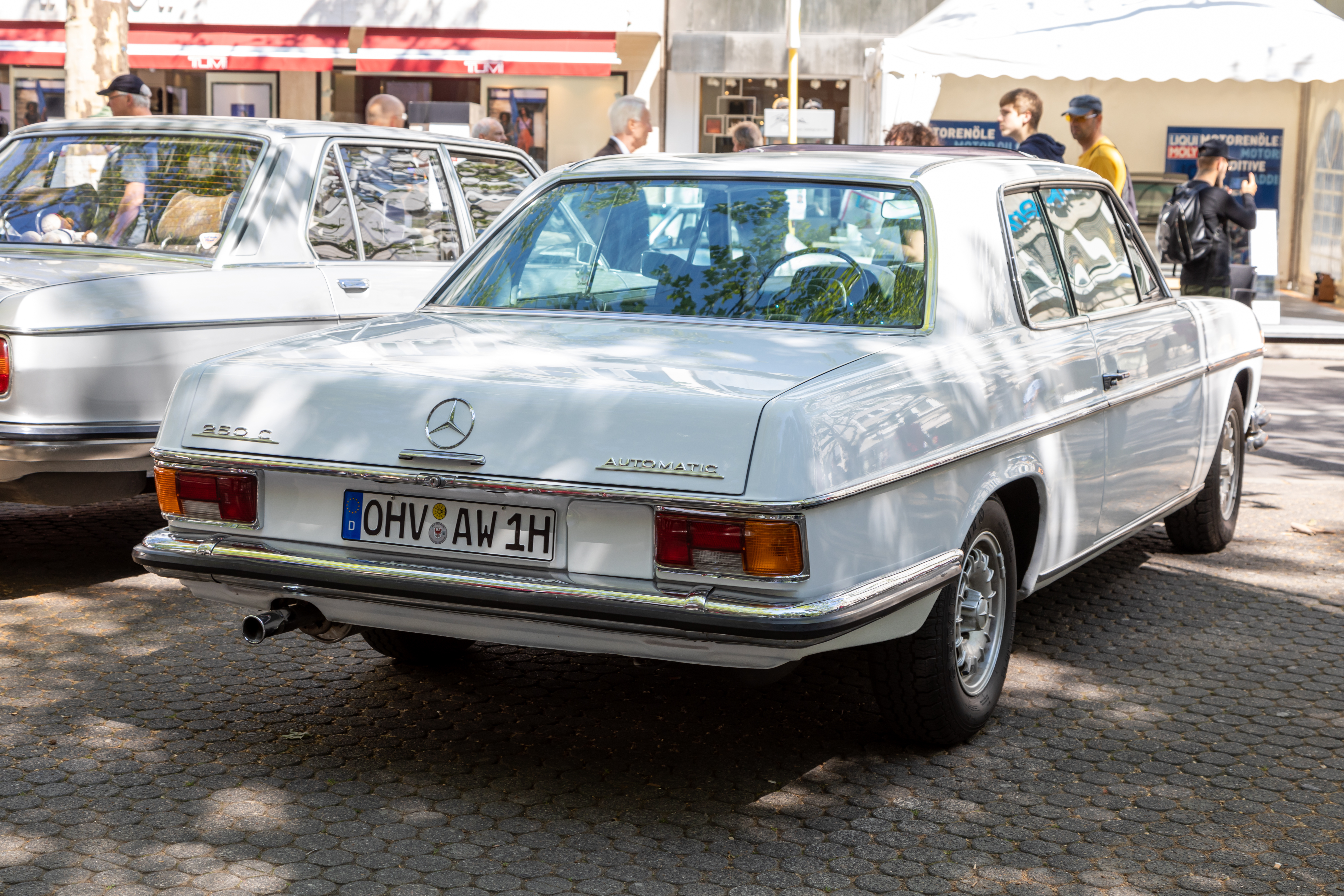
250 C, Heckansicht
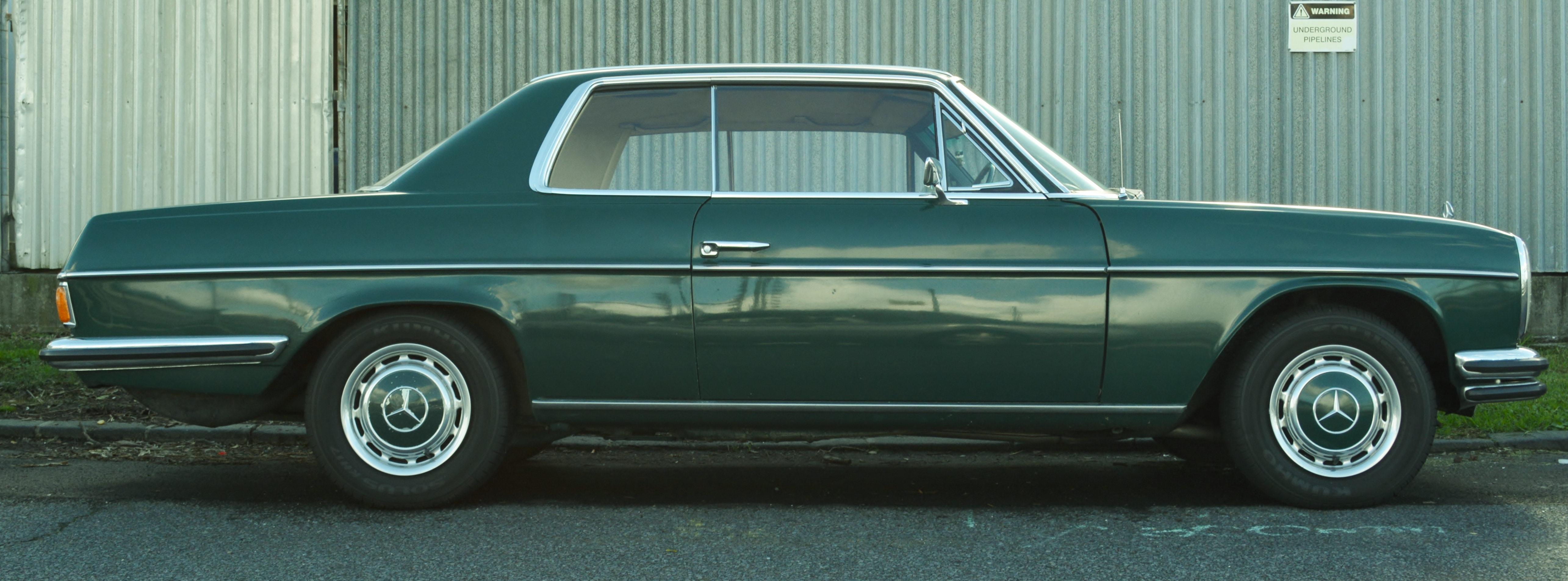
250 CE, Seitenansicht
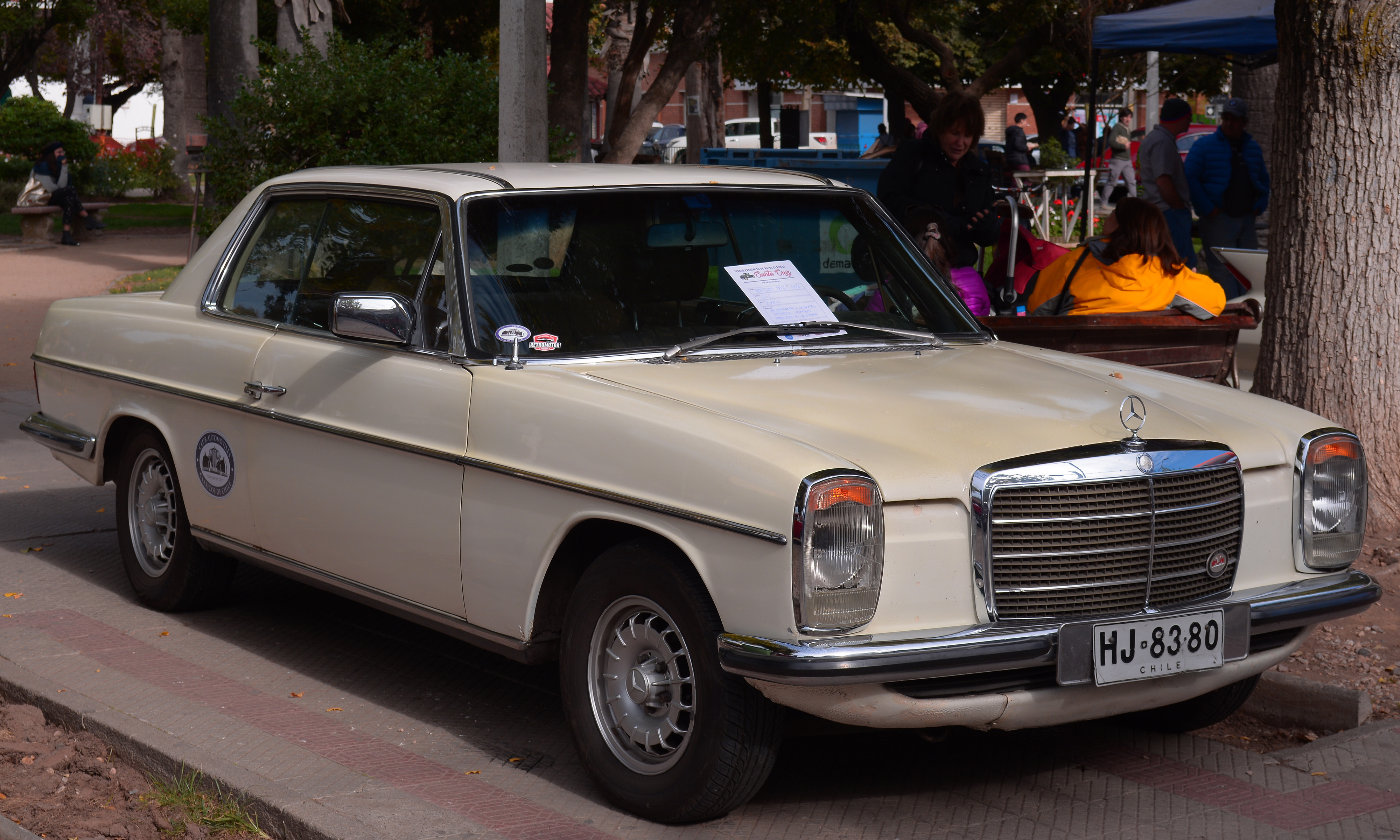
250 C mit 2,8-l-Motor
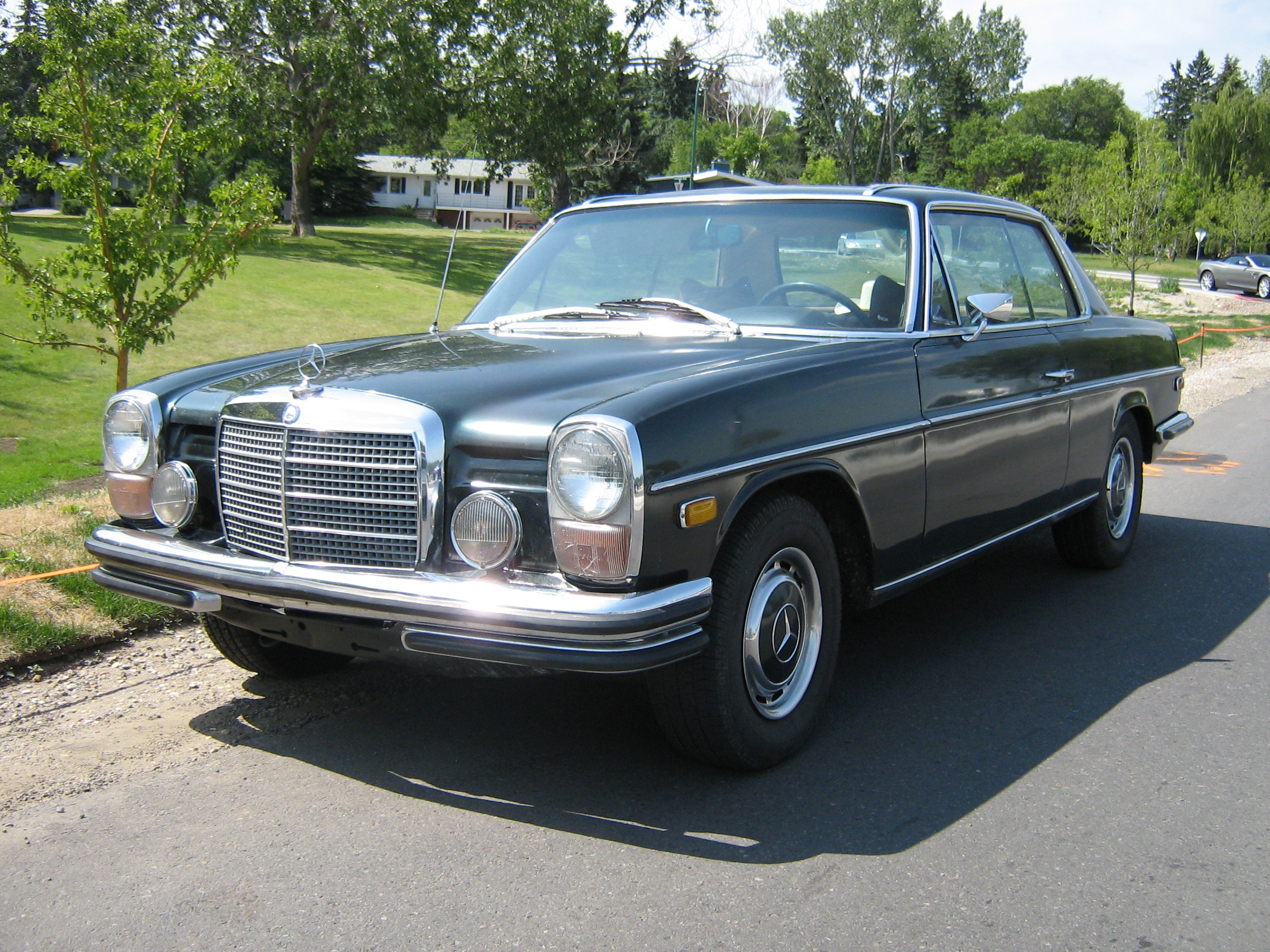
250 C (US-Version)
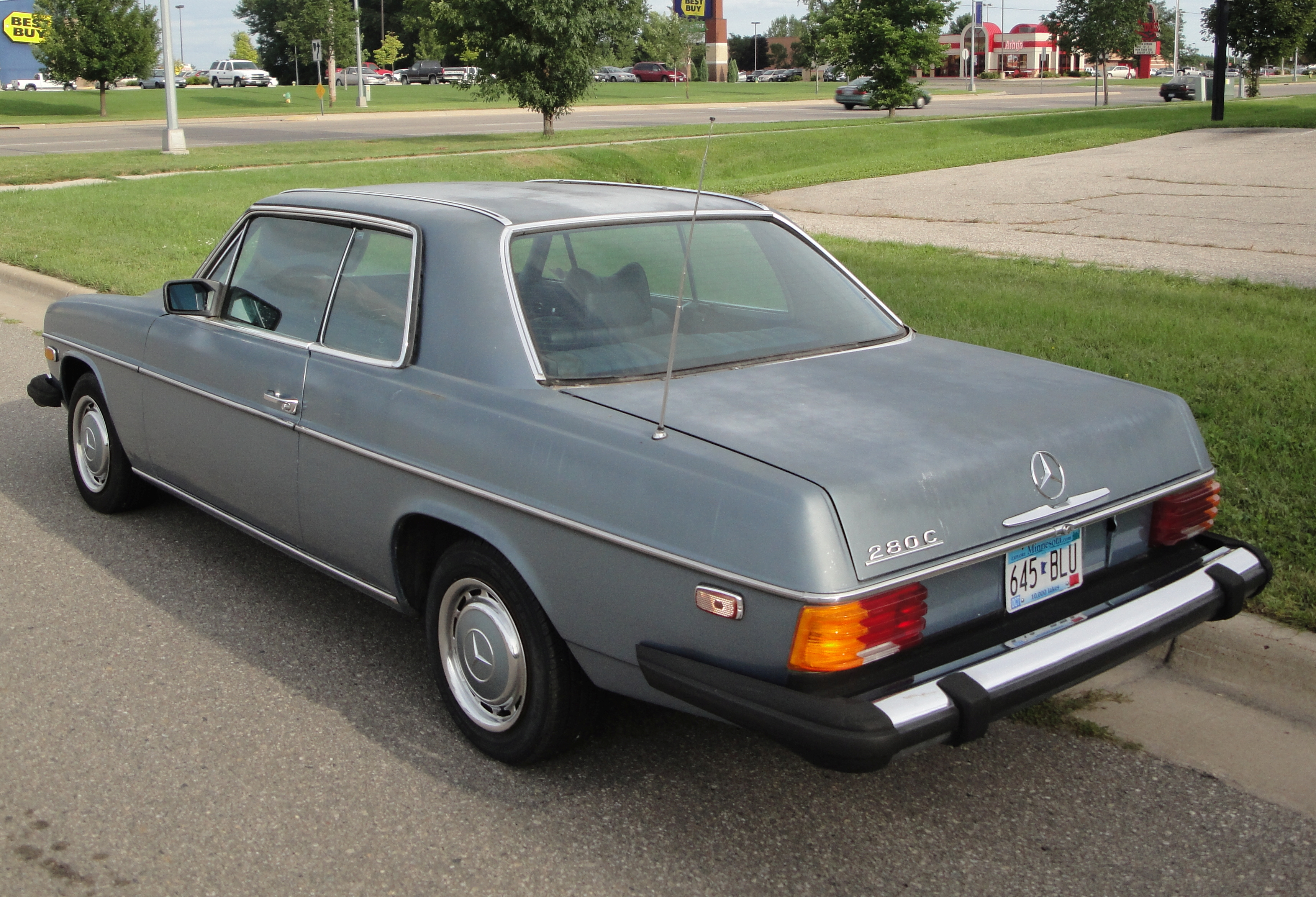
280 C (US-Version), Heckansicht

### Langversion
Die weitaus seltenste offiziell hergestellte Karosserievariante dieses Typs ist die Langversion (Pullman-Karosserie) mit acht Sitzen in drei Reihen, die meist von Hotels und Mietwagen- und Taxibetrieben angeschafft wurde.
Die Langversionen rollten regulär gemeinsam mit den Limousinen vom Band in Sindelfingen, es handelt sich nicht um nachträglich verlängerte „kurze“ /8-Varianten.
Im arabischen Raum (Jordanien, Syrien etc.) gehörten gestreckte „Strich-Acht“ bis zur Jahrtausendwende als Sammeltaxis zum Straßenbild.

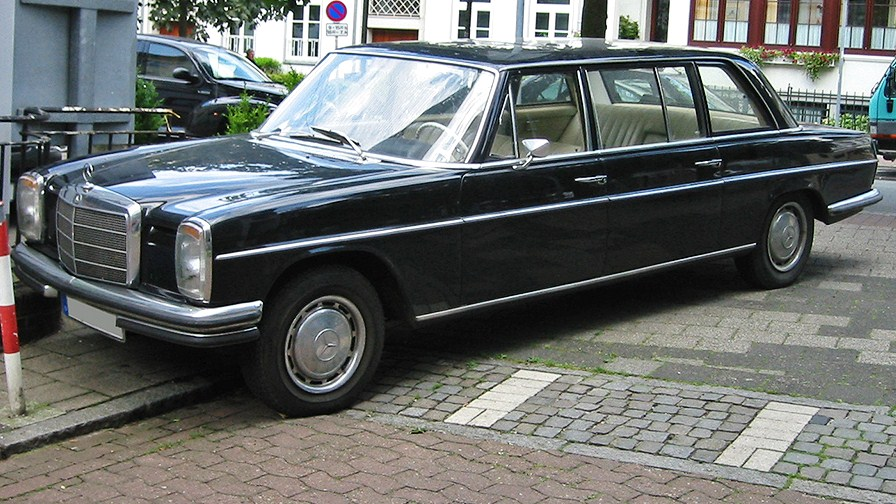
Langversion
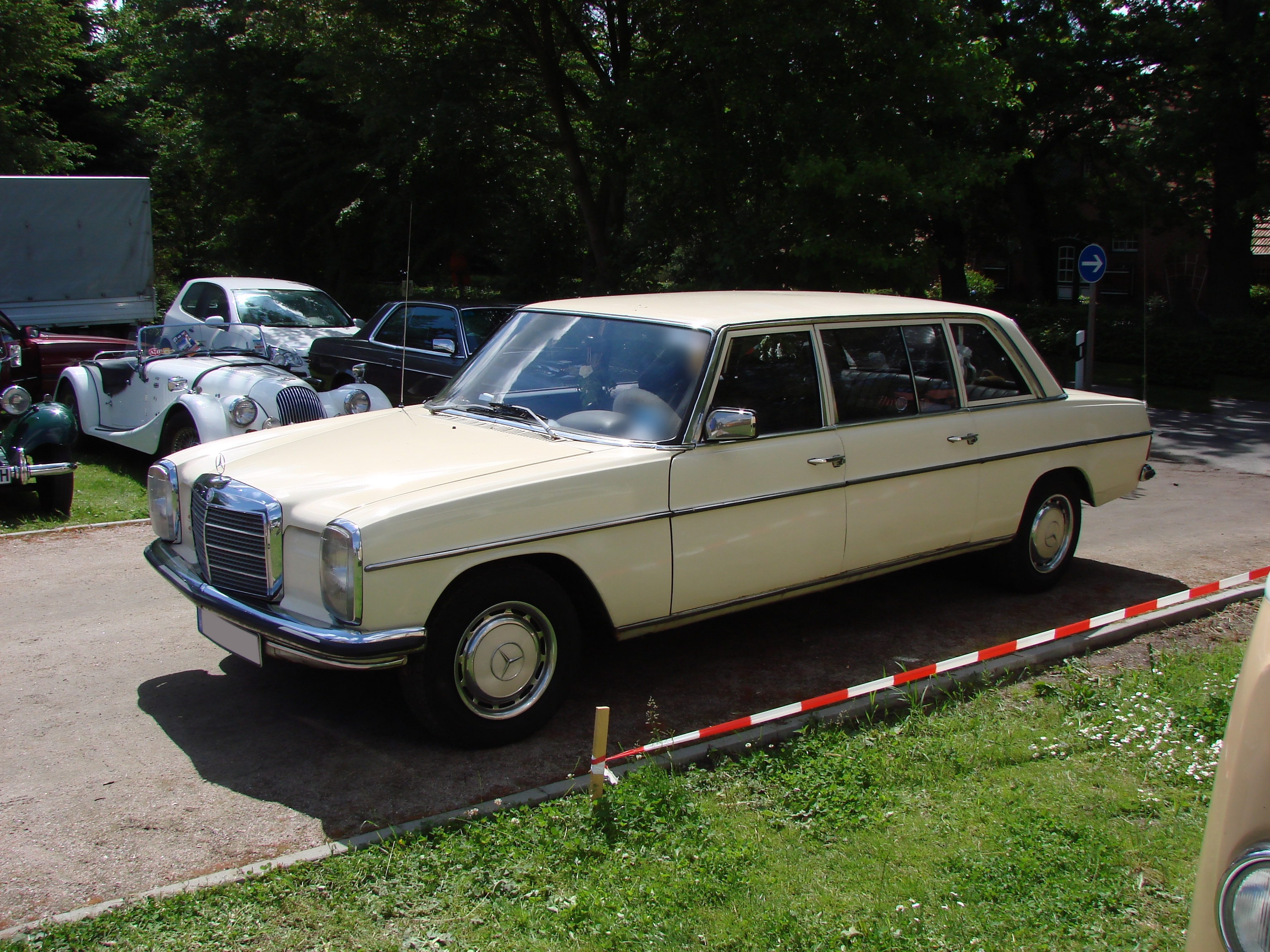
Langversion
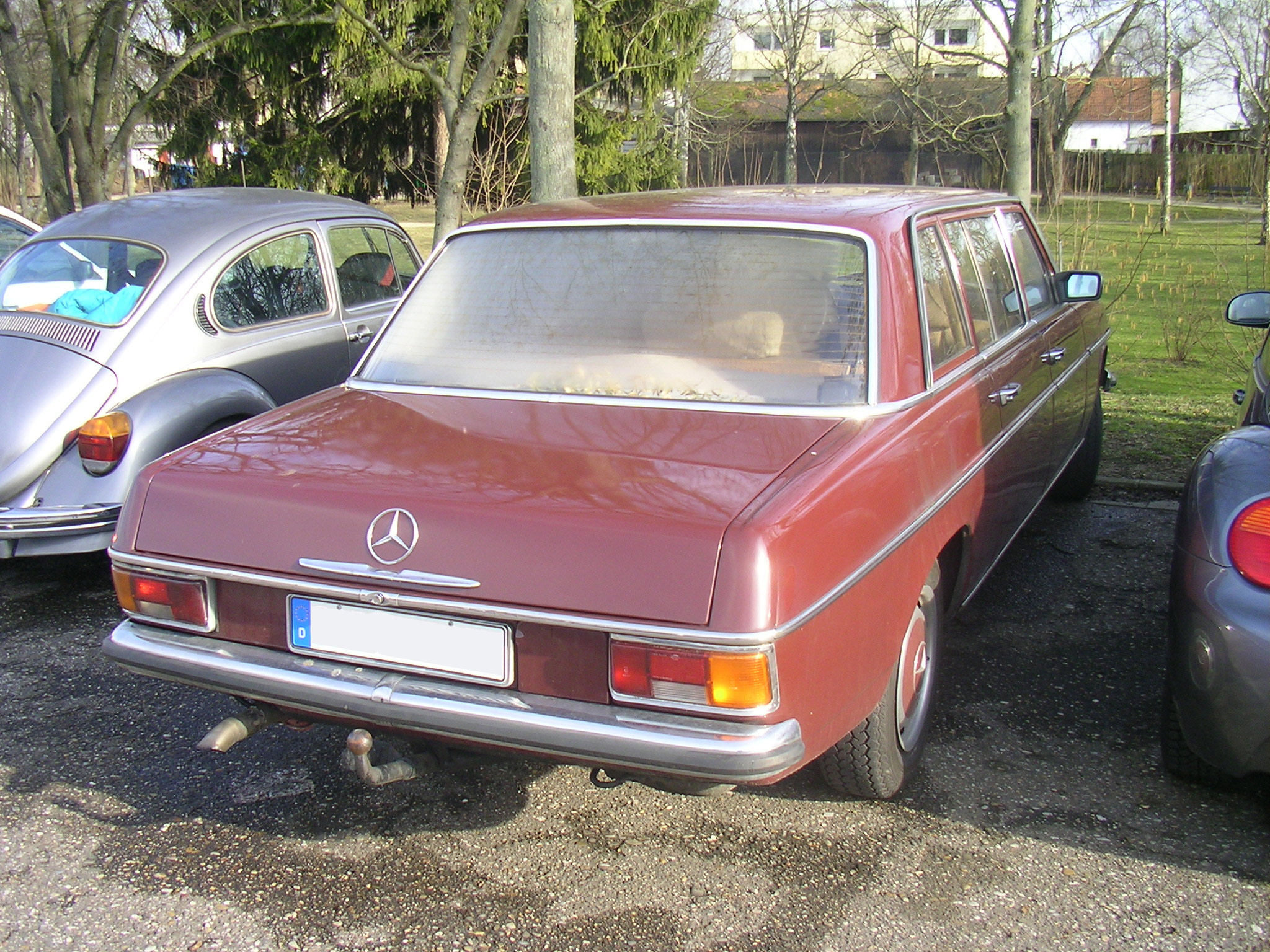
Langversion, Heckansicht

### Pickup-Truck
In Argentinien wurde der W 115 aus CKD-Kits gebaut. Weil die dortige Gesetzgebung nur den Aufbau von Nutzfahrzeugen aus CKD-Kits und keinen Pkw-Import erlaubte, wurden anstelle von Limousinen Pickup-Trucks mit Einzel- oder Doppelkabine gebaut.

### Fahrgestell
Wie bei Daimler-Benz üblich, konnte auch der /8 als Fahrgestell mit kurzem oder langem Radstand geliefert werden, welches dann von unabhängigen Karosseriebauunternehmen aufgebaut wurde (siehe unten).

### Taxiversion

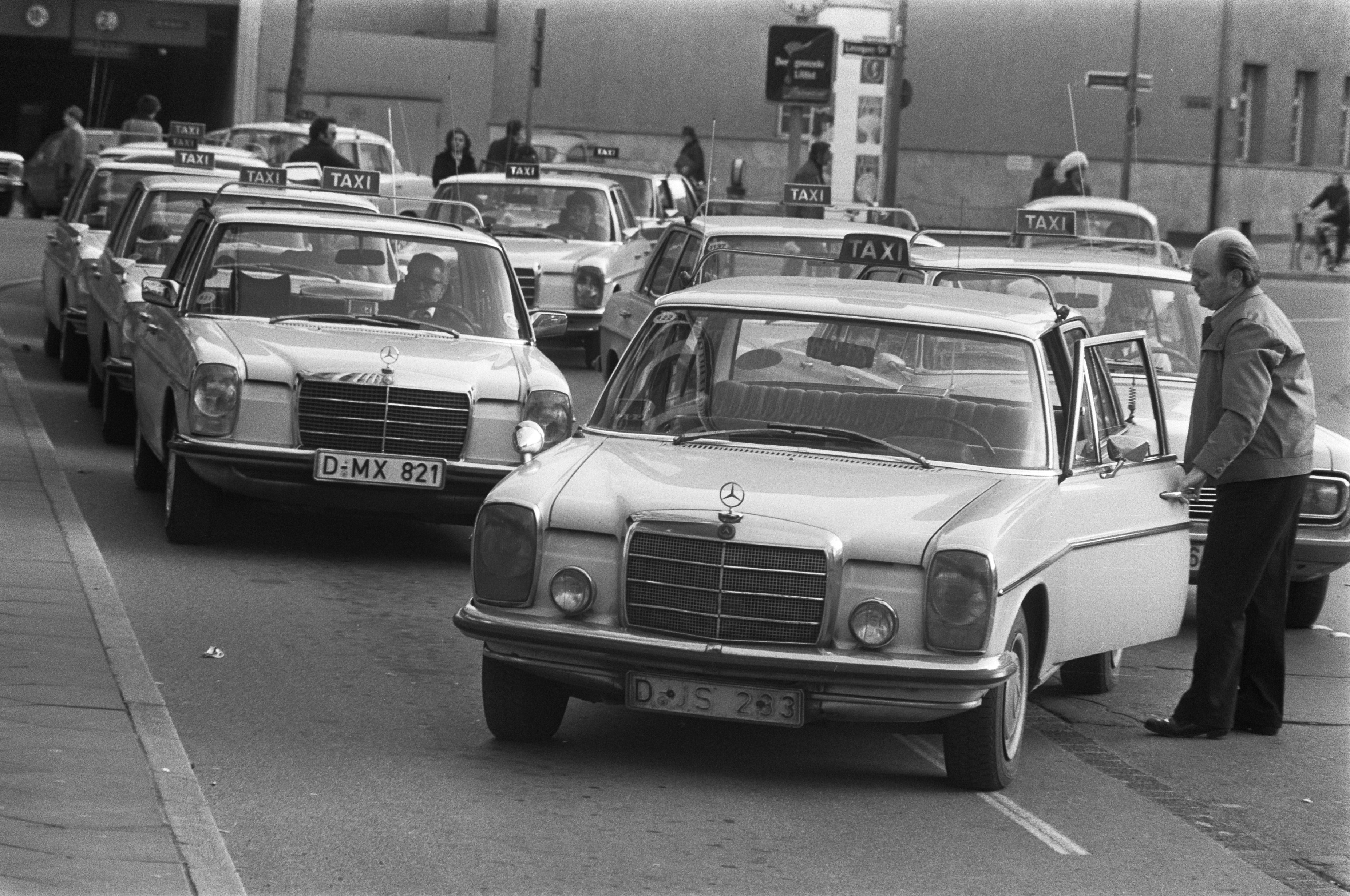
Taxistand in Düsseldorf Mitte der 70er Jahre

Der /8 war ab Werk als Taxiversion lieferbar, dazu war Mercedes-Benz Anfang der 1970er Jahre in Deutschland der einzige Produzent von Diesel-Pkw. Auf dem Taximarkt konnte das Unternehmen dadurch beinahe eine Monopolstellung einnehmen. Aber auch in Auslandsmärkten waren die Fahrzeuge als Taxi beliebt, häufig als Gebrauchtwagen, die in den Export gingen.

## Motorisierung

### Ottomotoren

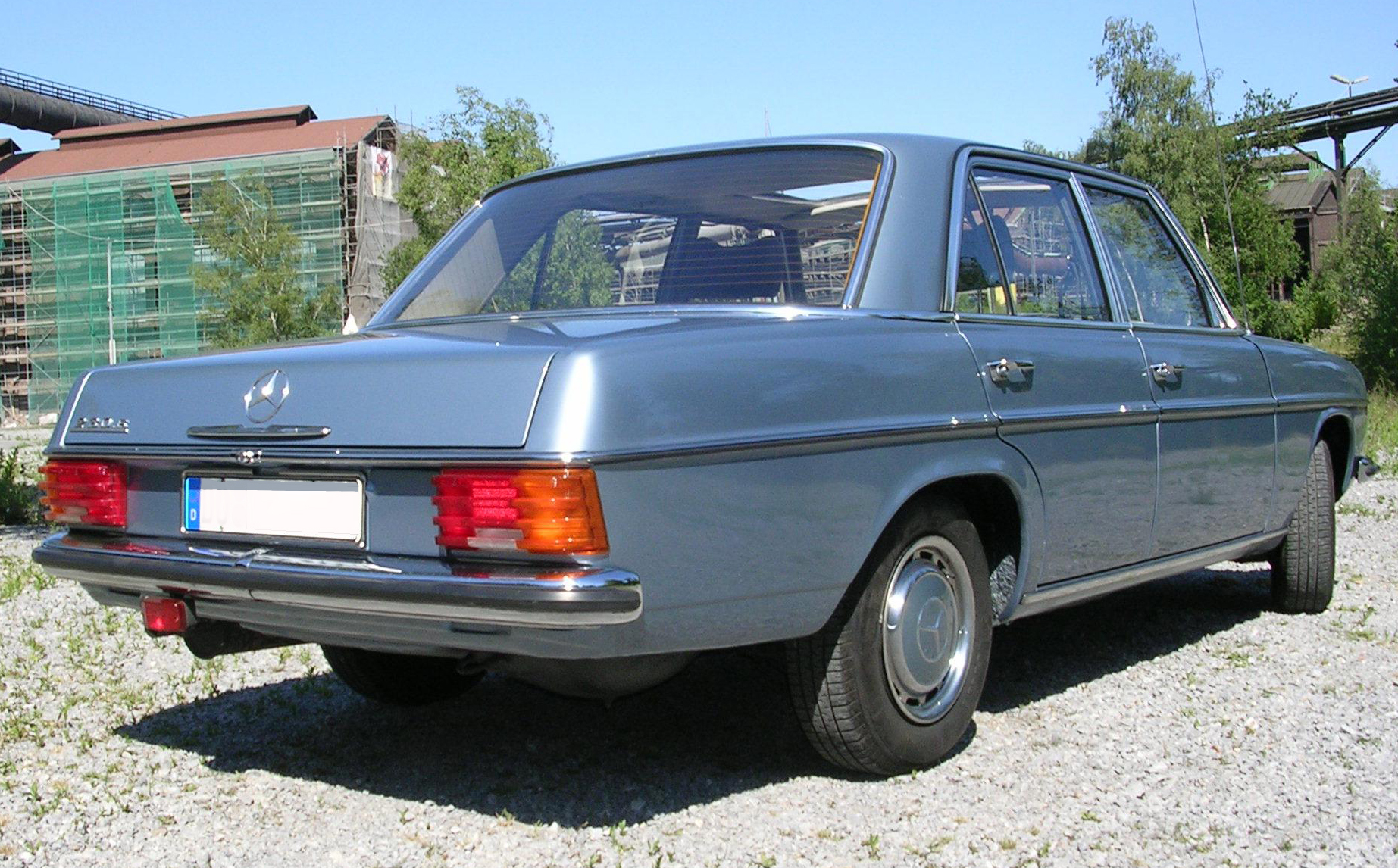
230.6 (Sechszylindermotor)

Die ersten Vierzylinder-Ottomotoren waren der 200 mit 95 PS (70 kW) und der langhubige 220 mit 105 PS (77 kW), beide Motoren werden als M 115 bezeichnet und sind mit einem Stromberg-Flachstromvergaser der Typen 175 CDTU oder CDS ausgerüstet. Sie sind gegenüber dem Vorläufer M 121 nur leicht verändert. Aus dem 200er-Motor wurde durch Vergrößern der Zylinderbohrung ein 2,3-Liter-Motor entwickelt, der 110 PS (81 kW) leistet und zur großen Modellpflege 1973 vorgestellt wurde. Zur Unterscheidung vom bisherigen 230er Sechszylinder wurde dieser Vierzylinder 230.4 genannt, zugleich wurde der 220 aus dem Programm genommen.
Als „kleiner Sechszylinder“ im Modell 230 war der aus den „Heckflossen“-Vormodellen W 110 bekannte M 180 verwendet worden, der 120 PS (88 kW) leistet. Ab August 1973 wurde dieser Typ in 230.6 umbenannt, um Verwechslungen mit dem neuen 230er Vierzylinder (M 115) auszuschließen, der als 230.4 gekennzeichnet wurde. Der kleine Sechszylinder war vor allem im Export beliebt.
Die Topmodelle waren mit einem größeren Sechszylinder vom Typ M 114 motorisiert, der wie der M 180 zwei Fallstrom-Registervergaser vom Typ Zenith 35/40 INAT hat. Im Spitzenmodell der Limousine (250) und im Coupé (250 C) leistet er 130 PS (96 kW), mit einer elektronisch geregelten Saugrohreinspritzung D-Jetronic im langjährigen Spitzenmodell des Coupés (250 CE) sogar 150 PS (110 kW).
Die 1972 vorgestellten Doppelnockenwellenmotoren (DOHC) des Typs M 110 im 280 E und 280 CE waren die einzigen Motoren, die Daimler-Benz in allen damals drei Baureihen mit je zwei Karosserie-Varianten gleichzeitig einsetzte: im „Strich-Acht“, in der S-Klasse W 116 (280 S/SE/SEL) und in den Sportwagen 280 SL/SLC, zudem später im G-Modell. Die Topmotorisierung leistet 185 PS (136 kW) mit einer elektronisch geregelten Saugrohreinspritzung D-Jetronic von Bosch. Darunter rangierten die 280 und 280 C (mit Doppelregistervergaser Solex 4A1). Im Programm blieben der 230 als 230.6 sowie der 250 auch im Coupé, allerdings nun mit einem 2,8-Liter-Motor.
Die Modelle 250 und 250 C, die nun parallel zu den 280ern gebaut wurden, erhielten bei unveränderter und fortan untertreibender Typenbezeichnung den 2,8-Liter-Motor M 130, der dank 0,5 mm mehr Bohrung ein wenig mehr Hubraum als der M 110 hat, jedoch nur eine Nockenwelle und keinen Querstrom-Zylinderkopf, und der 130 PS (96 kW) leistet. Dieser Motor war im Coupé dann die schwächste Motorisierung, andererseits in gedrosselter Version im Unimog 404 mit 110 PS (81 kW) die stärkste.
Von 1974 bis 1976 hatte die Baureihe W 114/W 115 somit eine Palette von zehn Modellen, unter denen die Käufer wählen konnten: 200, 230.4, 230.6, 250, 280, 280 E, 200 D, 220 D, 240 D und 240 D 3.0.
Heute sind die frühen Spitzenmodelle aus 1972/1973 der Typen 280 E und CE die begehrtesten Versionen der „Strich-Achter“, beim Coupé auch die schnelle Urversion 250 CE: schon mit den stärksten Motoren, jedoch noch mit glatten Rückleuchten, Ausstellfenstern, langen Stoßstangen hinten, doppelten Stoßstangenecken vorn – oft mit elektrischem Schiebedach, Klimaanlage, rundum elektrischen Fensterhebern sowie der erstmals lieferbaren Scheinwerfer-Reinigungsanlage. Die Preise guter Coupés nähern sich (Stand 2019) den 30.000 Euro und liegen damit über dem Bereich früherer Neupreise.

### Dieselmotoren
Das untere Ende der Leistungsskala bildete der beliebte 200 D mit dem Motor OM 615, der gegenüber dem Vorgänger OM 621 trotz der neuen Typenbezeichnung nur leicht überarbeitet worden war. Mit weiterhin 55 PS (40 kW) Leistung und einer Leermasse von fast 1,5 Tonnen war der 200 D bereits zu seiner Zeit untermotorisiert. Trotzdem erfreute er sich durch seine hohe Anhängelast großer Beliebtheit als Zugmaschine für Viehanhänger. Diese Kombination prägte in den 1970er-Jahren das Bild des behäbigen Diesel-Pkw („Heizölferrari“, „Wanderdüne“, „Schweine-Daimler“, „Bauern-Benz“), das sich teilweise bis heute hält. In Verbindung mit Automatikgetriebe war der Diesel das meistgefahrene Taxi seiner Zeit. Laufleistungen von einer Million Kilometern waren keine Seltenheit. Die Höchstgeschwindigkeit des 200 D Automatik beträgt 125 km/h. Die Beschleunigung von 0 auf 100 km/h des 200 D mit handgeschaltetem Getriebe liegt bei 31 Sekunden, ungefähr die gleichen Werte wie bei den Sparmodellen des VW Käfer.
Weitere Dieselmodelle sind der 220 D mit einer OM-615-Variante mit größerem Hub und 60 PS (44 kW) Leistung – der meistgebaute Pkw der W-115-Reihe – sowie ab 1973 der 240 D (Motor OM 616) mit 65 PS (48 kW) Leistung, der sich vom OM 615 durch eine größere Bohrung unterscheidet. Erst ein Jahr nach der Modellpflege des /8 kam 1974 der Fünfzylinder-Dieselmotor OM 617 im Modell 240 D 3.0 mit 80 PS (59 kW) Leistung auf den Markt. Der 240 D 3.0 erreichte als erstes serienmäßiges Dieselfahrzeug eine Höchstgeschwindigkeit von knapp 150 km/h, hat jedoch einen vergleichsweise hohen Kraftstoffverbrauch.

## Technische Daten

### W 115

#### Dieselmotoren
| Modelle    | Baumuster | Motortyp   | Bauform | Hubraum [cm³] | Verdichtung | Leistung [kW (PS) bei 1/min] | Drehmoment [N m (kpm) bei 1/min] | Vmax [km/h] * | Beschleunigung 0–100 km/h [s]* | Verbrauch [l/100 km] | Bauzeit         | Stückzahl |
| ---------- | --------- | ---------- | ------- | ------------- | ----------- | ---------------------------- | -------------------------------- | ------------- | ------------------------------ | -------------------- | --------------- | --------- |
| 200 D      | 115.115   | OM 615.913 | R4      | 1988          | 21,0 : 1    | 40 (55) bei 4200             | 113 Nm (11,5 kpm) bei 2400       | 130/125       | 31,0/33,2                      | 8,1                  | 01/1968–08/1973 | 187.873   |
| 200 D      | 115.715   | OM 615.913 | R4      | 1988          | 21,0 : 1    | 40 (55) bei 4200             | 113 Nm (11,5 kpm) bei 2400       | 130/125       | 31,0/33,2                      | 8,1                  | 08/1973–12/1976 | 152.054   |
| 220 D      | 115.110   | OM 615.912 | R4      | 2197          | 21,0 : 1    | 44 (60) bei 4200             | 126 Nm (12,8 kpm) bei 2400       | 135/130       | 28,1/29,1                      | 8,5                  | 01/1968–08/1973 | 345.376   |
| 220 D      | 115.710   | OM 615.912 | R4      | 2197          | 21,0 : 1    | 44 (60) bei 4200             | 126 Nm (12,8 kpm) bei 2400       | 135/130       | 28,1/29,1                      | 8,5                  | 08/1973–12/1976 | 67.453    |
| 220 D lang | 115.112   | OM 615.912 | R4      | 2197          | 21,0 : 1    | 44 (60) bei 4200             | 126 Nm (12,8 kpm) bei 2400       | 135/132       | 29,4/30,0                      | 8,5                  | 03/1968–07/1973 | 4.027     |
| 240 D      | 115.117   | OM 616.916 | R4      | 2404          | 21,0 : 1    | 48 (65) bei 4200             | 137 Nm (14 kpm) bei 2400         | 138/133       | 24,6/27,4                      | 9,5                  | 08/1973–12/1976 | 126.148   |
| 240 D lang | 115.119   | OM 616.916 | R4      | 2404          | 21,0 : 1    | 48 (65) bei 4200             | 137 Nm (14 kpm) bei 2400         | 138/133       | 25,9/28,1                      | 9,5                  | 08/1973–11/1976 | 3.655     |
| 240 D 3.0  | 115.114   | OM 617.910 | R5      | 3005          | 21,0 : 1    | 59 (80) bei 4200             | 172 Nm (17,5 kpm) bei 2400       | 148/143       | 19,9/20,8                      | 10,8                 | 10/1974–11/1976 | 53.690    |

#### Ottomotoren
| Modelle | Baumuster | Motortyp  | Bauform | Hubraum [cm³] | Leistung [kW (PS)] | Verdichtung | Drehmoment [N m (kpm) bei 1/min] | Vmax [km/h] * | Beschleunigung 0–100 km/h [s]* | Verbrauch [l/100 km] | Bauzeit         | Stückzahl |
| ------- | --------- | --------- | ------- | ------------- | ------------------ | ----------- | -------------------------------- | ------------- | ------------------------------ | -------------------- | --------------- | --------- |
| 200     | 115.015   | M 115.923 | R4      | 1988          | 70 (95) bei 4800   | 9,0 : 1     | 156 Nm (15,9 kpm) bei 2800       | 160/155       | 15,2/15,0                      | 10,9                 | 01/1968–08/1973 | 175.242   |
| 200     | 115.615   | M 115.926 | R4      | 1988          | 70 (95) bei 4800   | 9,0 : 1     | 156 Nm (15,9 kpm) bei 2800       | 160/155       | 15,2/15,0                      | 10,9                 | 08/1973–12/1976 | 113.543   |
| 220     | 115.010   | M 115.920 | R4      | 2197          | 77 (105) bei 5000  | 9,0 : 1     | 178 Nm (18,2 kpm) bei 2800       | 168/163       | 13,7/13,9                      | 11,1                 | 02/1968–08/1973 | 128.398   |
| 230.4   | 115.017   | M 115.951 | R4      | 2307          | 81 (110) bei 4800  | 9,0 : 1     | 186 N m (19 kpm) bei 2500        | 170/165       | 13,7/13,9                      | 11,4                 | 08/1973–12/1976 | 87.609    |

### W 114
| Modelle     | Baumuster | Motortyp  | Bauform | Hubraum [cm³] | Verdichtung | Leistung [kW (PS)] | Drehmoment [Nm (kpm) bei 1/min] | Vmax [km/h] * | Beschleunigung 0–100 km/h [s]* | Verbrauch [l/100 km] | Bauzeit         | Stückzahl | Bemerkungen                                |
| ----------- | --------- | --------- | ------- | ------------- | ----------- | ------------------ | ------------------------------- | ------------- | ------------------------------ | -------------------- | --------------- | --------- | ------------------------------------------ |
| 230         | 114.015   | M 180.954 | R6      | 2292          | 9,0 : 1     | 88 (120) bei 5400  | 178 Nm (18,2 kpm) bei 3600      | 175/170       | 13,3/13,9                      | 11,2                 | 01/1968–08/1973 | 152.822   |                                            |
| 230 lang    | 114.017   | M 180.954 | R6      | 2292          | 9,0 : 1     | 88 (120) bei 5400  | 178 Nm (18,2 kpm) bei 3600      | 175/170       | 14/16,1                        | 11,2                 | 08/1968–07/1973 | 1.082     |                                            |
| 230.6       | 114.615   | M 180.954 | R6      | 2292          | 9,0 : 1     | 88 (120) bei 5400  | 178 Nm (18,2 kpm) bei 3600      | 175/170       | 13,3/13,9                      | 11,2                 | 09/1973–11/1976 | 63.497    |                                            |
| 230.6 lang  | 114.617   | M 180.954 | R6      | 2292          | 9,0 : 1     | 88 (120) bei 5400  | 178 Nm (18,2 kpm) bei 3600      | 175/170       | 14/16,1                        | 11,2                 | 08/1973–10/1976 | 1.131     |                                            |
| 250         | 114.010   | M 114.920 | R6      | 2496          | 9,0 : 1     | 96 (130) bei 5400  | 199 Nm (20,3 kpm) bei 3600      | 180/175       | 12,8/12,9                      | 11,7                 | 12/1967–06/1970 | 78.303    |                                            |
| 250 (2.8 l) | 114.011   | M 130.923 | R6      | 2778          | 8,7 : 1     | 96 (130) bei 5000  | 216 Nm (22 kpm) bei 3200        | 180/175       | 11,5/12,4                      | 12,5                 | 07/1970–08/1973 | 22.624    | vor 5/1972 nur für Export nach Nordamerika |
| 250 (2.8 l) | 114.611   | M 130.923 | R6      | 2778          | 8,7 : 1     | 96 (130) bei 5000  | 216 Nm (22 kpm) bei 3200        | 180/175       | 11,5/12,4                      | 12,5                 | 08/1973–07/1976 | 11.437    |                                            |
| 280         | 114.060   | M 110.921 | R6      | 2746          | 9,0 : 1     | 118 (160) bei 5500 | 226 Nm (23 kpm) bei 4000        | 190/185       | 10,6/11,3                      | 12,5                 | 05/1972–08/1973 | 19.537    |                                            |
| 280         | 114.660   | M 110.921 | R6      | 2746          | 9,0 : 1     | 118 (160) bei 5500 | 226 Nm (23 kpm) bei 4000        | 190/185       | 10,6/11,3                      | 12,5                 | 08/1973–09/1976 | 25.000    |                                            |
| 280 E       | 114.062   | M 110.981 | R6      | 2746          | 9,0 : 1     | 136 (185) bei 6000 | 238 Nm (24,3 kpm) bei 4500      | 200/195       | 9,9/10,8                       | 12,5                 | 04/1972–08/1973 | 13.711    |                                            |
| 280 E       | 114.662   | M 110.981 | R6      | 2746          | 9,0 : 1     | 136 (185) bei 6000 | 238 Nm (24,3 kpm) bei 4500      | 200/195       | 9,9/10,8                       | 12,5                 | 08/1973–09/1976 | 9.125     |                                            |

### W 114 Coupé
| Modelle       | Baumuster | Motortyp  | Bauform | Hubraum [cm³] | Verdichtung | Leistung [kW (PS)] | Drehmoment [Nm (kpm) bei 1/min] | Vmax [km/h] * | Beschleunigung 0–100 km/h [s]* | Verbrauch [l/100 km] | Bauzeit         | Stückzahl | Bemerkungen                                |
| ------------- | --------- | --------- | ------- | ------------- | ----------- | ------------------ | ------------------------------- | ------------- | ------------------------------ | -------------------- | --------------- | --------- | ------------------------------------------ |
| 250 C         | 114.021   | M 114.920 | R6      | 2496          | 9,0 : 1     | 96 (130) bei 5400  | 199 Nm (20,3 kpm) bei 3600      | 180/175       | 12,8/12,9                      | 11,7                 | 10/1969–05/1972 | 8.824     |                                            |
| 250 CE        | 114.022   | M 114.980 | R6      | 2496          | 9,5 : 1     | 110 (150) bei 5500 | 211 Nm (21,5 kpm) bei 4500      | 190/185       | 10,4/10,8                      | 11,7                 | 10/1968–05/1972 | 21.787    |                                            |
| 250 C (2.8 l) | 114.023   | M 130.923 | R6      | 2778          | 8,7 : 1     | ,96 (130) bei 5000 | 216 Nm (22 kpm) bei 3200        | 180/175       | 11,5/12,4                      | 12,5                 | 07/1969–08/1973 | 10.527    | vor 5/1972 nur für Export nach Nordamerika |
| 250 C (2.8 l) | 114.623   | M 130.923 | R6      | 2778          | 8,7 : 1     | ,96 (130) bei 5000 | 216 Nm (22 kpm) bei 3200        | 180/175       | 11,5/12,4                      | 12,5                 | 08/1973–06/1976 | 1.241     |                                            |
| 280 C         | 114.073   | M 110.921 | R6      | 2746          | 9,0 : 1     | 118 (160) bei 5500 | 226 Nm (23 kpm) bei 4000        | 190/185       | 10,6/11,3                      | 12,5                 | 06/1972–08/1973 | 4.924     |                                            |
| 280 C         | 114.673   | M 110.921 | R6      | 2746          | 9,0 : 1     | 118 (160) bei 5500 | 226 Nm (23 kpm) bei 4000        | 190/185       | 10,6/11,3                      | 12,5                 | 08/1973–08/1976 | 8.227     |                                            |
| 280 CE        | 114.072   | M 110.981 | R6      | 2746          | 9,0 : 1     | 136 (185) bei 6000 | 238 Nm (24,3 kpm) bei 4500      | 200/195       | 9,9/10,8                       | 12,5                 | 05/1972–08/1973 | 7.576     |                                            |
| 280 CE        | 114.672   | M 110.981 | R6      | 2746          | 9,0 : 1     | 136 (185) bei 6000 | 238 Nm (24,3 kpm) bei 4500      | 200/195       | 9,9/10,8                       | 12,5                 | 08/1973–12/1976 | 3.942     |                                            |

* Schaltgetriebe/Automatikgetriebe

## Umbauten durch Karosseriebauunternehmen

### Kombi-Umbauten
In geringen Stückzahlen wurden von deutschen (z. B. Binz und Miesen), englischen (Crayford), belgischen (IMA Universal) und portugiesischen (Dos Santos) Karosseriebauunternehmen auch Kombiversionen hergestellt. Das geschah zum einen Teil auf der Basis von zugelieferten CKD-Karosserien und zum anderen Teil ohne Unterstützung und bisweilen unter Missbilligung von Daimler-Benz, wo die Entwicklung eines Kombimodells zwar vollständig abgeschlossen war, aufgrund von fehlenden Fertigungskapazitäten jedoch nicht als Serienfahrzeug realisiert wurde. Die vorige Werkskombi-Auftragsfertigung bei IMA Universal war kritisch geworden, in Lüttich drohte Konkurs. Die Kombifertigung geschah dann erst in Bremen und mit dem T-Modell der Nachfolgebaureihe 123, bei dem sich Stilelemente des Projekt gebliebenen „Strich-Acht“-Kombis wiederfinden, wie der Heckabschluss und die Seitenlinie.

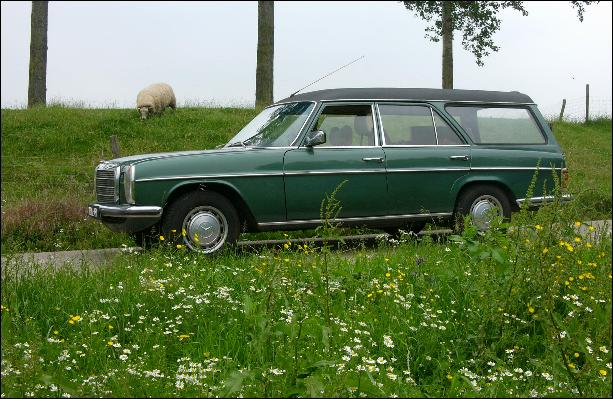
Umbau von IMA
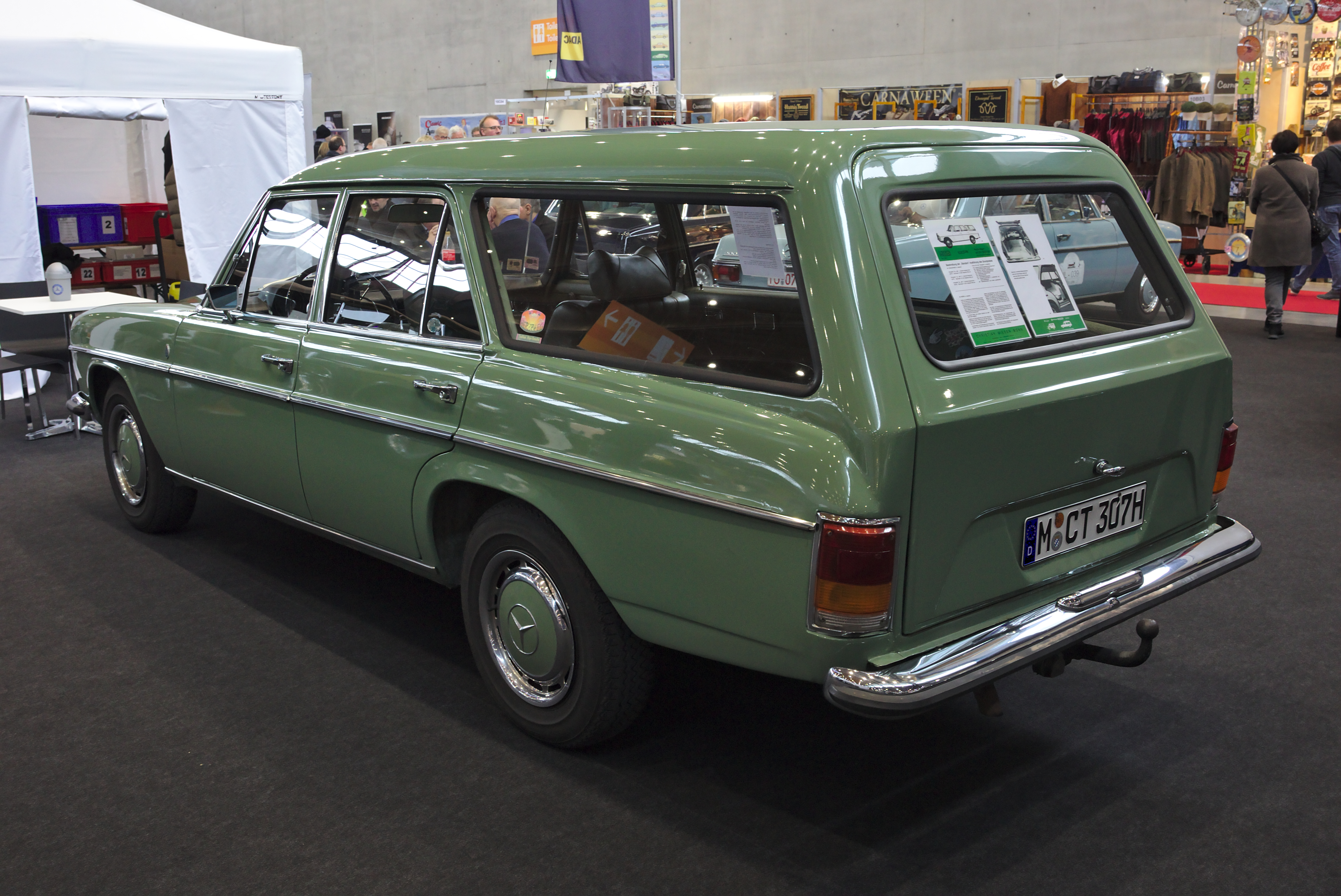
Umbau von C. Miesen, Bonn
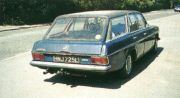
Umbau von Crayford
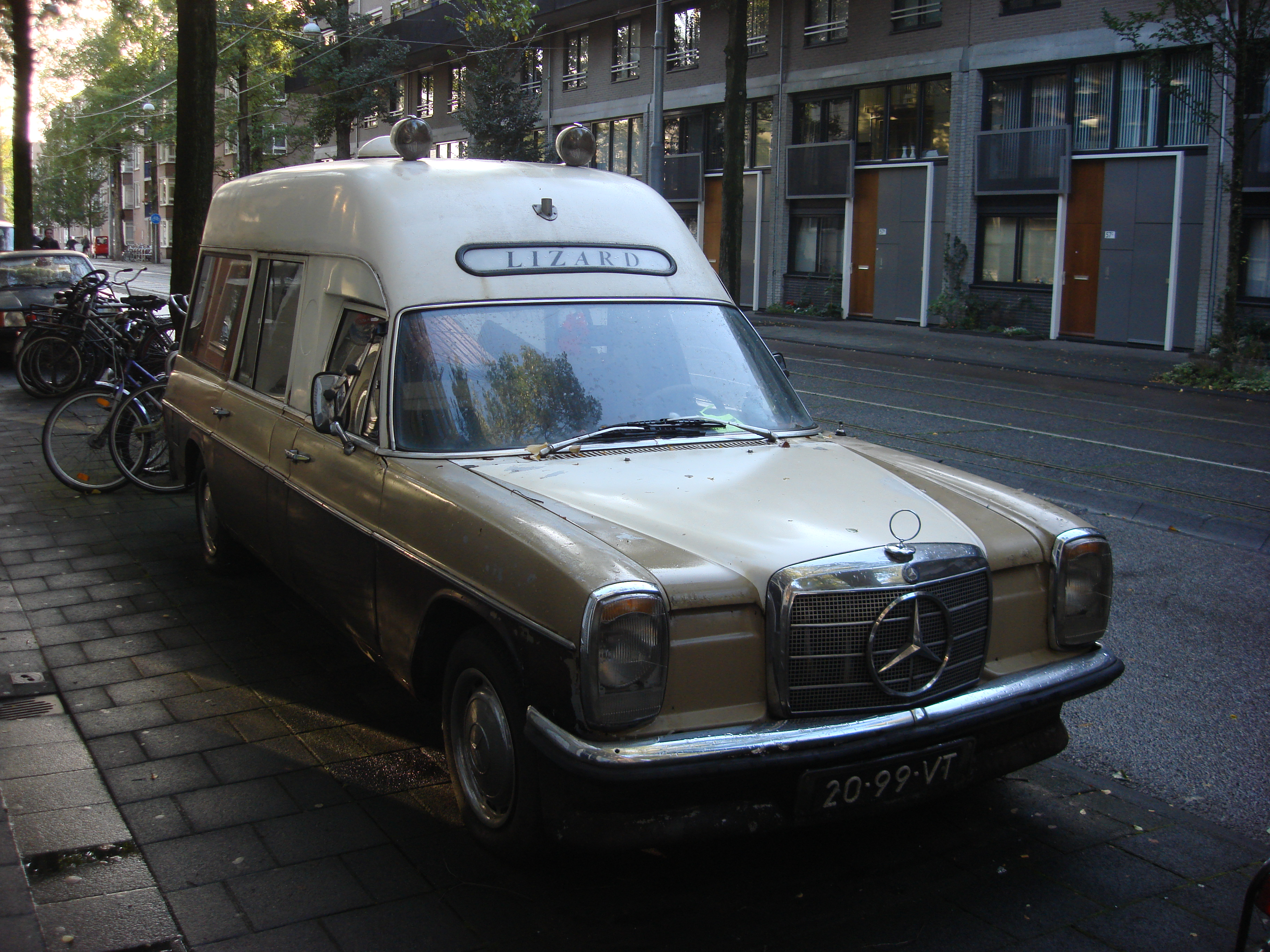
Krankenwagenumbau Binz Europ 1200 L

### Umbau zum Leichenwagen
Verbreitet waren zum einen Leichenwagenaufbauten, beispielsweise von Pollmann in Bremen oder Welsch in Mayen, und zum anderen Versionen mit erhöhtem Dach, die vornehmlich als Krankenwagen ausgestattet wurden: Diese basierten auf der Langversion und stammten hauptsächlich von Binz und Miesen, die beide aber auch normale Kombiversionen (zumeist im Ausland) anboten.

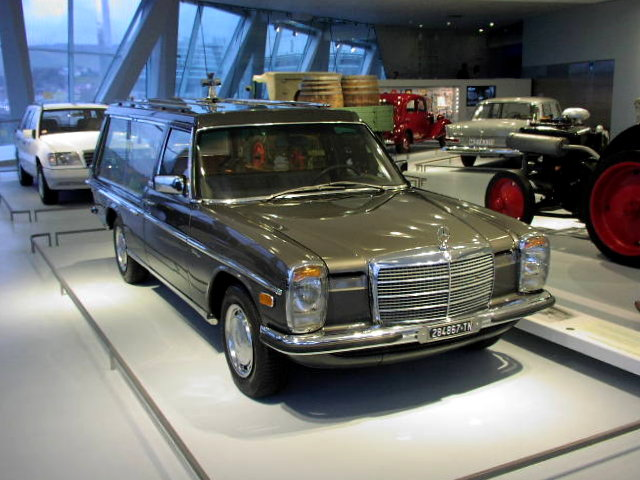
Leichenwagen des italienischen Karosseriebauers Pilato
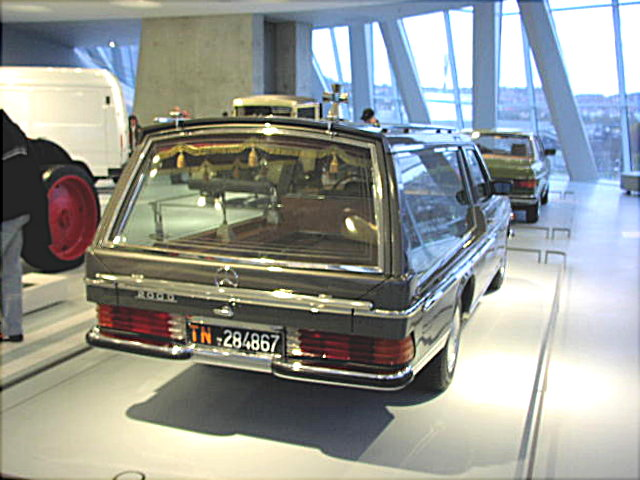
Heckansicht